# Église Saint-Laurent de Beaumont-sur-Oise
L'église Saint-Laurent est une église catholique paroissiale située à Beaumont-sur-Oise, en France. Derrière une façade sans particularités, flanquée d'un remarquable clocher-tour Renaissance, se cache un édifice d'une grande élégance, qui témoigne des débuts de l'architecture gothique. Les chapiteaux des grandes arcades sont d'une valeur artistique certaine. Puisque l'église se singularise par de doubles bas-côtés, ce qui n'est le cas d'aucune autre église de la même période dans tout le nord de l'Île-de-France historique, ces chapiteaux sont nombreux. La nef est restée inachevée pendant de longs siècles. Son élévation devait porter sur trois niveaux, avec triforium et fenêtres hautes. Mais l'étage des fenêtres hautes n'a jamais été réalisé, et la nef a été recouverte par une simple charpente en attendant un potentiel voûtement d'ogives. En 1862, l'église a été classée monument historique par la liste de 1862, qui apporte la deuxième série de classements après celle de 1840. La restauration commence pendant les années 1870 mais n'est pas menée en concertation avec l'architecte en chef des monuments historiques : des voûtes sont établies au niveau du triforium, dont les arcs de décharge tiennent lieu de formerets. La charpente d'un grand intérêt historique et la chance de pouvoir ménager des fenêtres hautes sont perdues, la hauteur de la nef se trouve abaissée, et l'église demeure particulièrement sombre. De ce fait elle est rayée de la liste des monuments historiques, mais est toutefois de nouveau classée en 1895. Le chœur conserve quant à lui les dispositions du dernier quart du XIIe siècle ; c'est la partie la plus ancienne église. Éclairée par des fenêtres hautes et se terminant par une abside carrée sans bas-côtés, le chœur est assez lumineux et présente un plan original. L'église Saint-Laurent est aujourd'hui au centre d'un ensemble paroissial incluant les villages de Mours, Nointel et Presles.

## Localisation
L'église est située dans le département français du Val-d'Oise, sur la commune de Beaumont-sur-Oise, place Monseigneur-Gosselin. Elle est bâtie à l'extrémité septentrionale du centre-ville historique, et sur l'un de ses points les plus élevés, dominant ainsi la vallée de l'Oise située en contrebas au nord-ouest. Seulement la façade occidentale donne sur la voie publique. L'on ne peut faire le tour de l'édifice ni s'approcher des autres façades par des rues voisines, et le chœur notamment reste totalement invisible pour le public.

## Historique

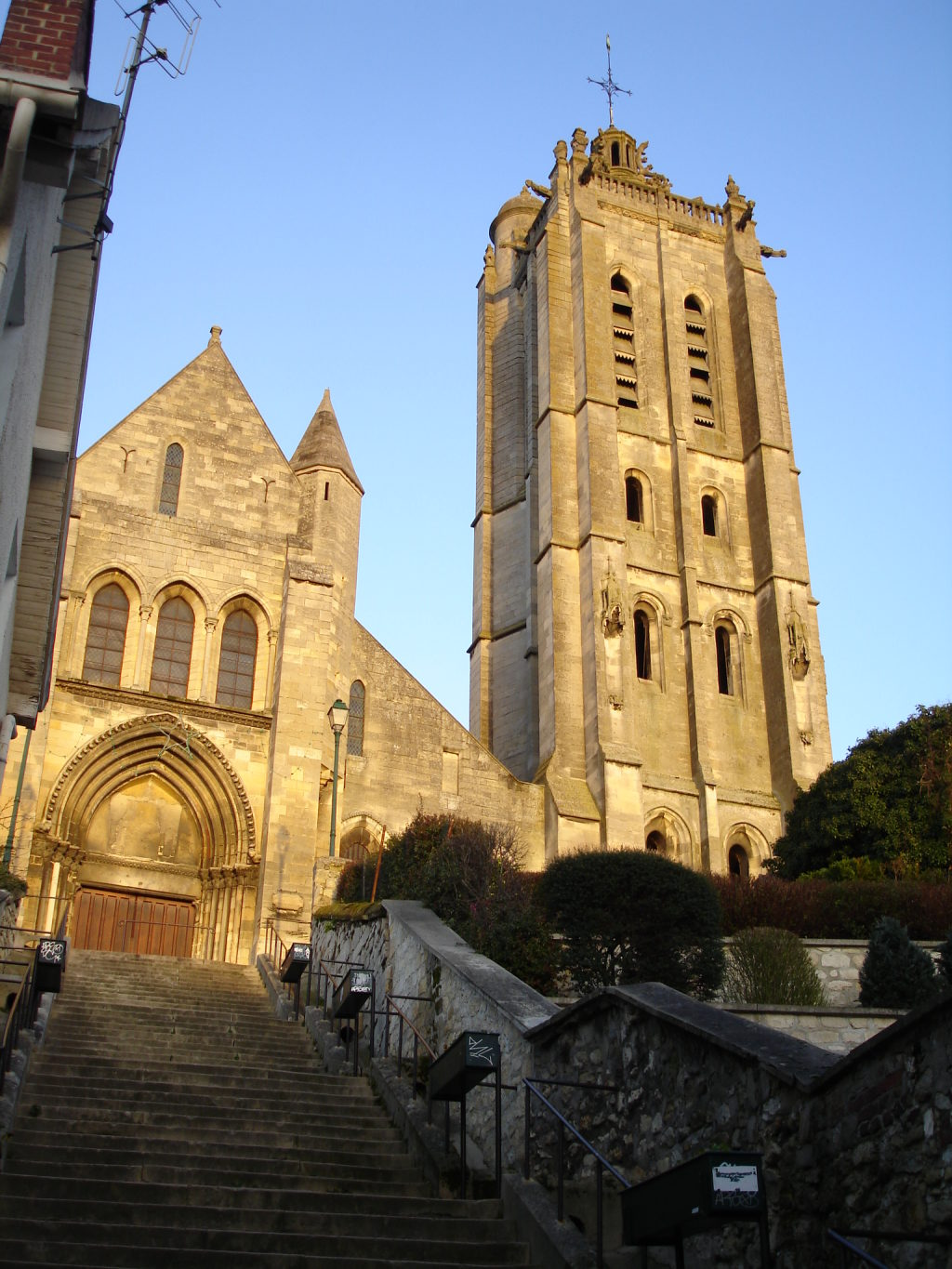
Un escalier monte vers l'église depuis la rue Basse de la Vallée.

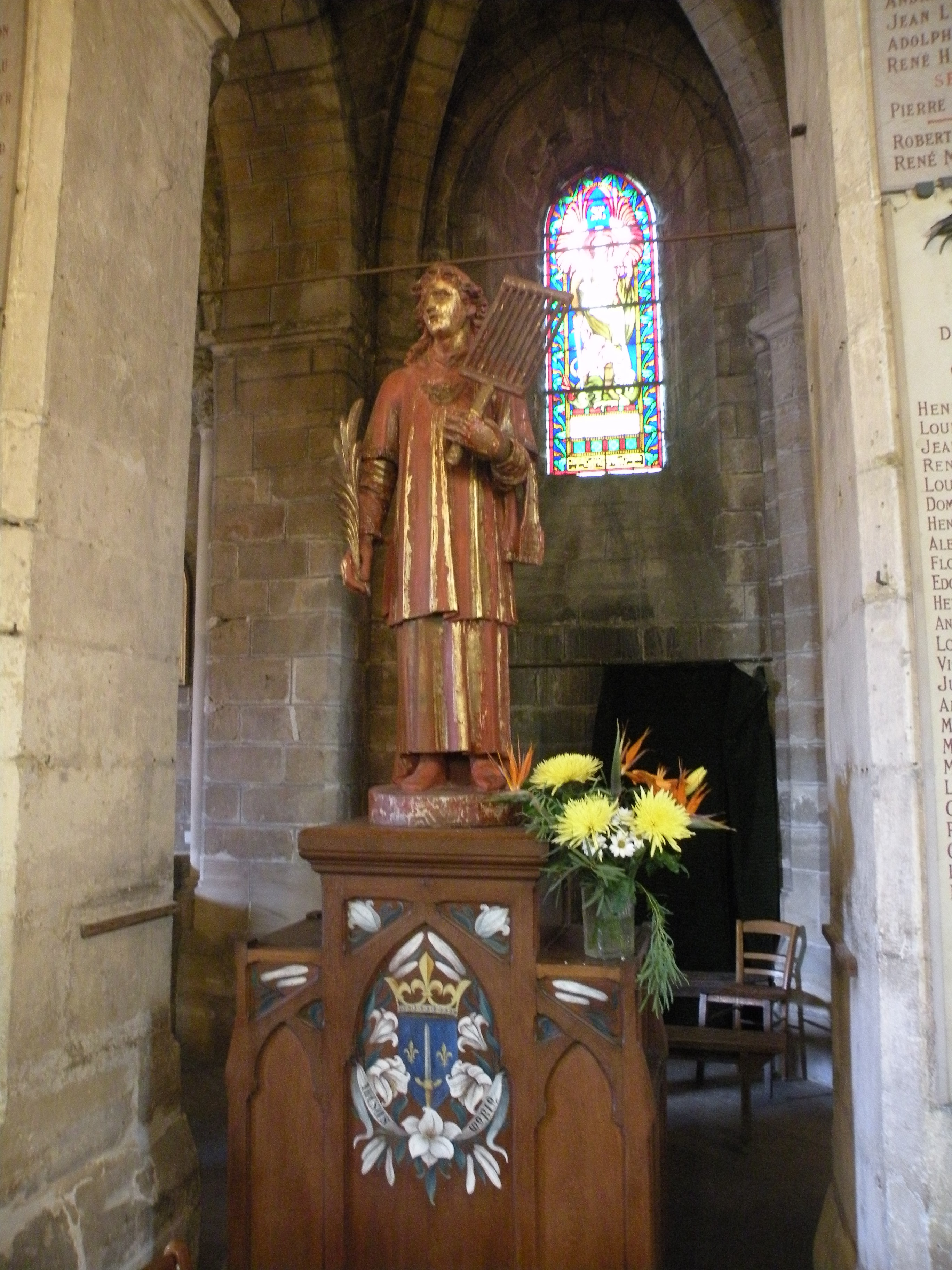
Statue de saint Laurent.

L'édifice est classé au titre des monuments historiques par liste de 1862, avec quatre autres édifices sur le territoire de l'actuel département du Val-d'Oise. Cinq ayant été classés par liste de 1840, l'église Saint-Laurent est ainsi parmi les dix premiers monuments historiques du Val-d'Oise.
La première mention de l'église date de 1170, mais son authenticité n'est pas assurée, et l'on ne possède aucun document relatif à la construction de l'église. Sa partie la plus ancienne, à savoir la cinquième travée du bas-côté nord ayant servi de base à un clocher arasé en 1778 à hauteur des combles, ainsi que les parties adjacentes, peuvent être datées d'autour de 1130. Le chœur est de quelques décennies plus jeune et remonte probablement au troisième quart du XIIe siècle. Le reste de l'édifice date du premier tiers XIIIe siècle, excepté la sacristie au sud du chœur ajoutée au XIVe siècle, et le clocher-tour devant la première travée du bas-côté sud qui date du XVIe siècle. L'on ne sait pas si l'église de la seconde moitié du XIIe siècle fut détruite par un incendie ou était restée inachevée,.
La nef avait été conçue pour être voûtée d'ogives, mais elle a été finalement recouverte d'une charpente apparente en forme de carène renversée, s'appuyant sur les chapiteaux initialement prévus pour recevoir la retombée des ogives et des arcs-doubleaux. La physionomie de la charpente est connue grâce à un dessin exécuté par Henri Léonard Bordier, chargé par le maire d'une courte notice sur l'église. En 1734, la charpente a été dissimulée derrière une fausse voûte en berceau en plâtre financée par le legs de Charles d'Aubigny (1768-1734). Cette voûte commençait un peu en dessous des arcades faisant communiquer la nef avec les bas-côtés, et cachait ainsi entièrement les arcades des tribunes, si bien que l'existence de ces dernières avait été complètement oubliée au moment où le berceau fut abattu en 1860,.
En cette année, commença une « restauration » malheureuse sous la direction d'Eugène Millet. Il fait reconstruire le pignon de la façade occidentale, la tourelle d'escalier au sud et libère les arcades des tribunes, qui sont toutefois presque retaillées et perdent beaucoup de leur substance. Au lieu de restaurer la charpente du XIIIe siècle, il la fait vendre aux enchères moyennant une somme dérisoire. En attendant une solution définitive, l'église est recouverte d'un plafond provisoire jusqu'en 1878. En cette année, des voûtes d'ogives en carreaux de plâtre sont construites sans concertation avec l'architecte en chef des monuments historiques et sans mandat officiel, ce qui entraîne le déclassement de l'édifice. Ces voûtes diminuent la hauteur de la nef et portent atteinte à son esthétique, tout en bafouant l'esprit de son architecture d'origine. Sur l'initiative de Paul Selmersheim, le classement aux monuments historiques fut toutefois renouvelé en 1895, ce qui permit notamment la restauration du clocher Renaissance sous la direction de Gabriel Ruprich-Robert. L'extérieur de l'église bénéficia de restaurations en 1907 / 1908 sous le même architecte, puis à partir de 1928 sous Jules Formigé. C'est lui également qui s'occupa de la remise en état de l'édifice après les bombardements de 1940,.

## Description

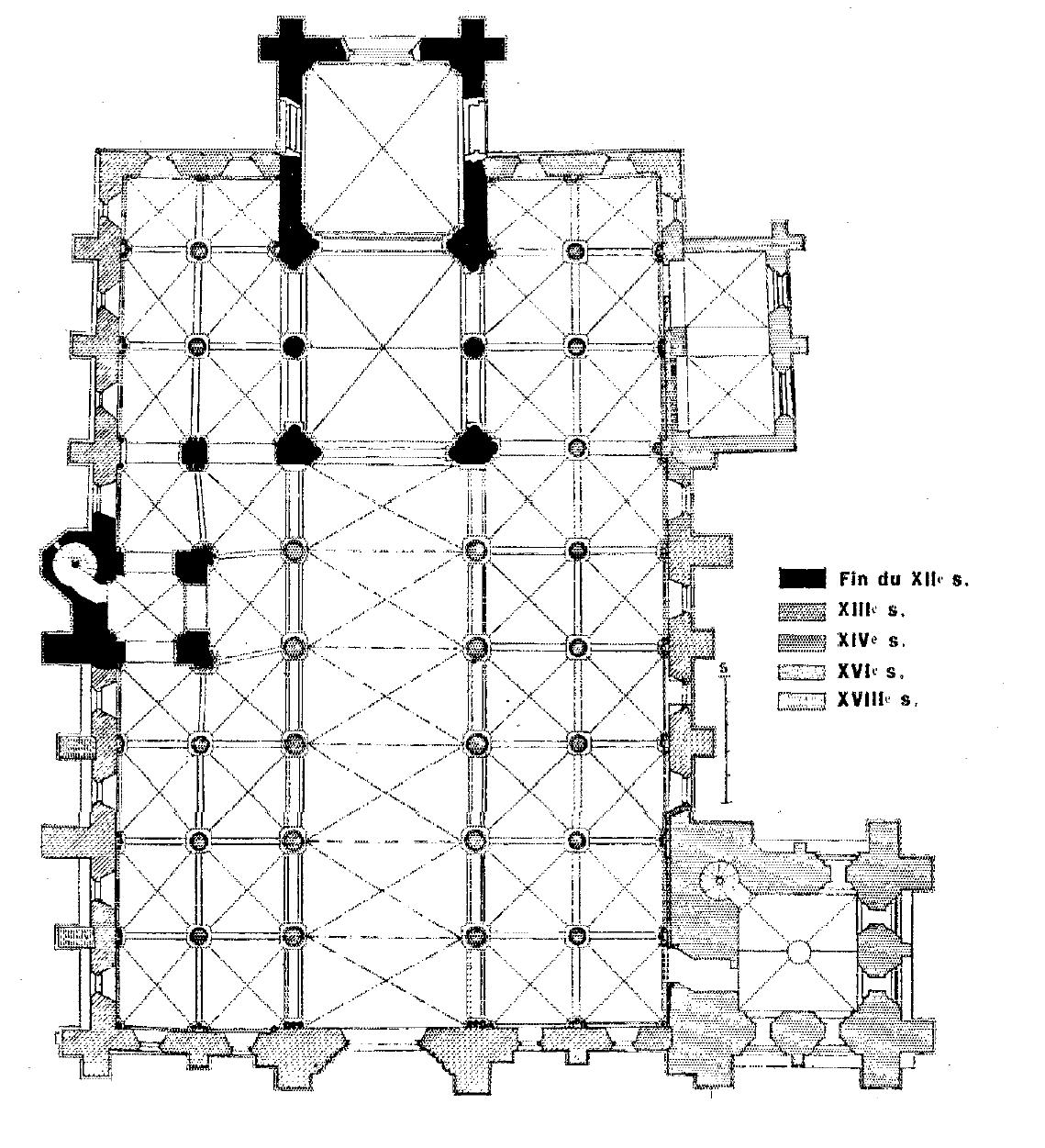
Plan de l'église.

### Aperçu général
Le plan de l'église est influencé par celui de la cathédrale Notre-Dame de Paris. Dénuée de transept, elle se compose d'une nef de six travées accompagnée de deux bas-côtés doubles, ainsi que d'un chœur au chevet plat de trois travées, possédant également deux bas-côtés doubles laissant toutefois libre la troisième travée. Les bas-côtés de la nef et du chœur sont parfaitement homogènes. La cinquième et la sixième travée du second bas-côté nord possèdent toutefois d'épais piliers carrés, car ayant servi de base au premier clocher. Le clocher actuel se dresse à droite de la façade, à côté de la première et la seconde travée du second bas-côté sud. Une sacristie a été ajoutée devant la septième et la huitième travée du même collatéral. L'on accède par l'église par le portail occidental ou par le petit portail latéral à sa droite : aucune des autres façades ne donne en effet sur la voie publique. La structure des toitures est simple : la nef est recouverte par un toit à deux rampants, et les bas-côtés par des toits en appentis s'appuyant contre le toit de la nef. L'intérêt architectural de l'église relève essentiellement des doubles collatéraux, rares pour l'église d'une bourgade rurale, et de la configuration peu habituelle du chœur. En plus, les chapiteaux des grandes arcades du nord sont d'une grande expressivité et variété. L'extérieur est par contre très simple, exception faite du clocher, et la façade occidentale a perdu en grande partie son caractère authentique du fait de la reconstruction du pignon,. Aucun élément du mobilier n'est classé ou inscrit monument historique.

### Extérieur

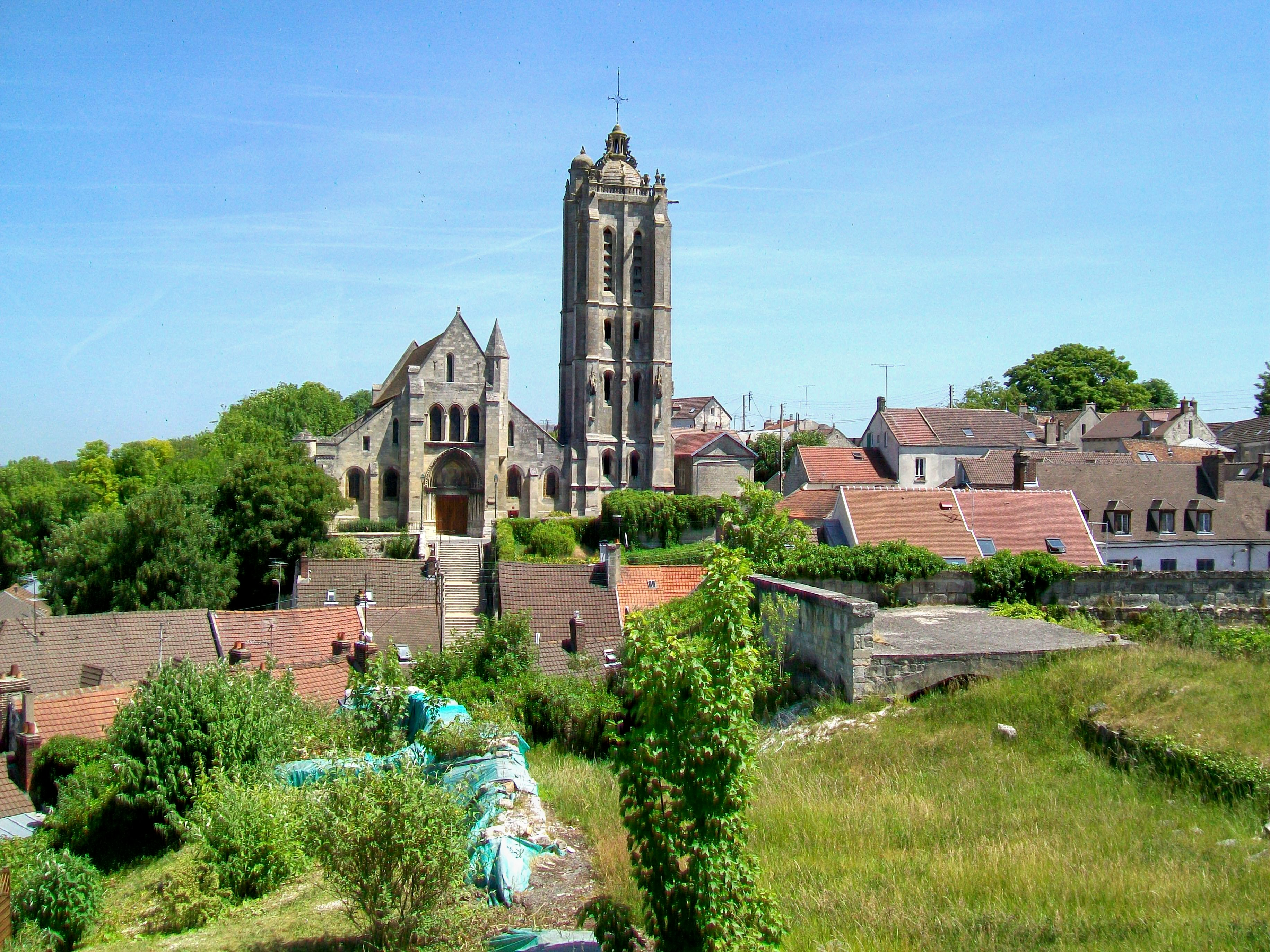
Vue sur l'église depuis le château.

La partie centrale de la façade correspond à la nef et est encadrée par deux contreforts. Le portail en tiers-point s'inscrit dans une quadruple archivolte retombant sur des colonnettes aux chapiteaux à crochets. L'archivolte est cernée d'un cordon de feuillages retombant sur des mascarons. En haut, un triplet de baies en arc brisé éclaire la nef. Au-delà de cette baie, commence le mur de 1879. Chacun des bas-côtés possède également une baie en arc brisé dans son axe, ornée d'un cordon de dents de scie. Devant la façade septentrionale, visible seulement de loin depuis la ville basse, une tourelle d'escalier à pans coupés fait saillie. Il flanquait l'ancien clocher et remontait plus haut du temps de son existence. Le mur septentrional n'était consolidé que par deux contreforts jusqu'au XVIIIe siècle, quand un risque de glissement de terrain donna lieu à l'ajout de contreforts supplémentaires. Ces travaux exécutés en 1777 n'ont pu être financés qu'en vendant la cloche du beffroi de la ville, déjà démoli depuis 1718.
Le clocher carré de style Renaissance possède quatre niveaux, visibles extérieurement par l'agencement de la façade et les larmiers à l'intersection des étages. Alors que les deux premiers niveaux sont de hauteur égale, le second étage est moins élevé, et le troisième et dernier étage dépasse tous les autres en hauteur. Deux contreforts strictement verticaux flanquent chaque angle du clocher, et les quatre faces sont subdivisées verticalement par un bandeau. Chacun des huit segments par face ainsi formés est ajouré d'une baie plein cintre, orné de moulures variant selon les étages. Au troisième étage, il s'agit de hautes baies abat-son. Il est toutefois à noter que le premier étage abrite une grosse cloche installée en 1820, au frais du percement de la voûte du rez-de-chaussée. Par ailleurs, côté ouest et côté sud, des niches à dais flamboyants sont ménagées dans les contreforts au niveau du premier étage. L'un des contreforts au sud arbore une petite sculpture d'un bouvier menant un bœuf.
Les murs du clocher se terminent par des balustrades reposant sur des corniches agrémentées de rinceaux, et les contreforts sont couronnés d'urnes ornées de guirlandes. Un dôme en pierre forme le toit, appuyé par des contreforts supplémentaires également couronnés d'élégantes urnes sculptées. Il est surmonté d'un lanternon ajouré, accoté par quatre dauphins qui le rattachent par d'élégantes volutes au dôme. Ce dernier est divisé en huit sections égales par des nervures saillantes, sur lesquelles s’agrippent des chimères. La cohabitation de formes d'expression gothiques et Renaissance permet de penser que le clocher ait été élevé pendant le second tiers du XVIe siècle.

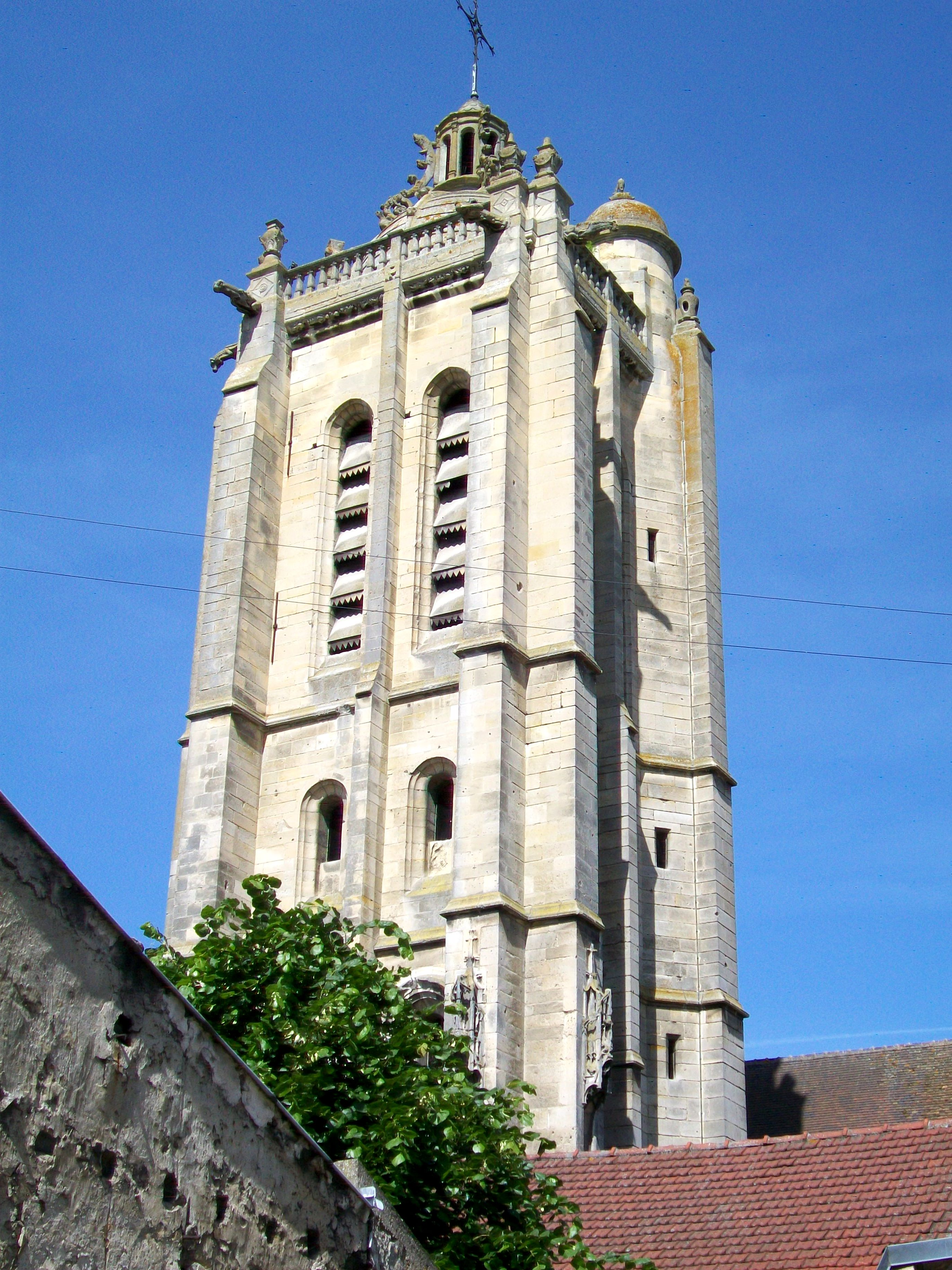
Vue rapprochée du clocher.
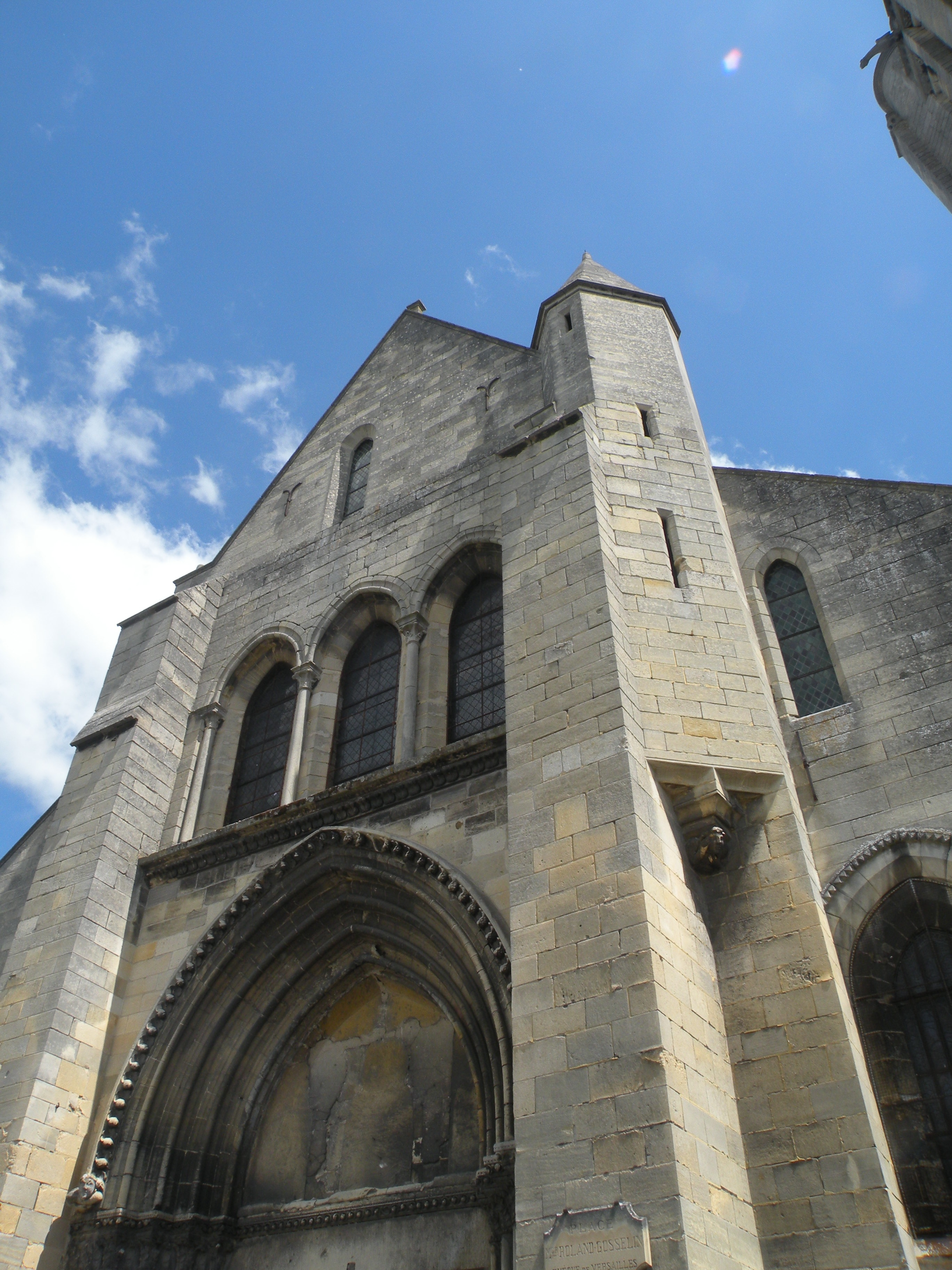
Parties hautes de la façade.
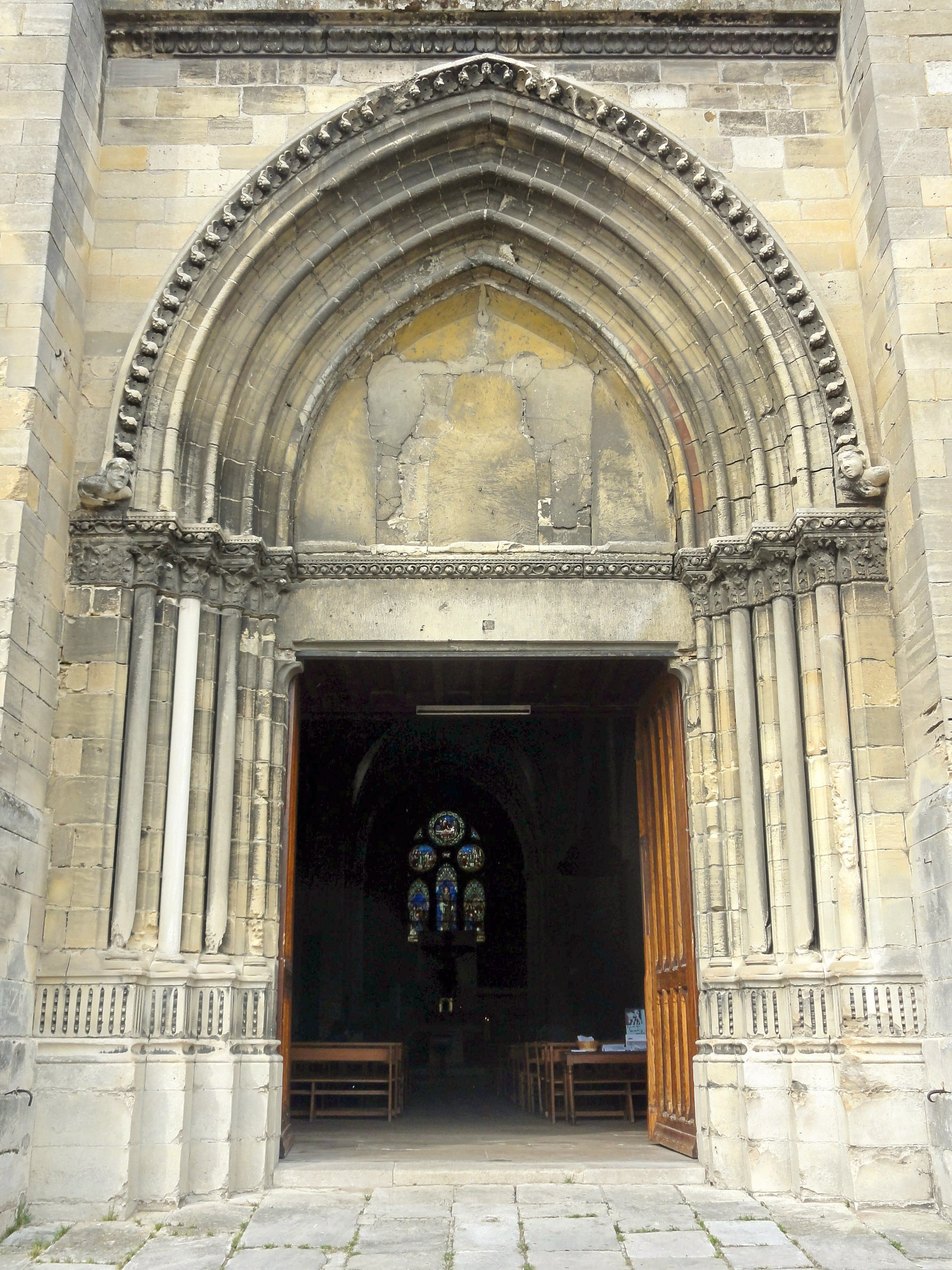
Portail occidental.
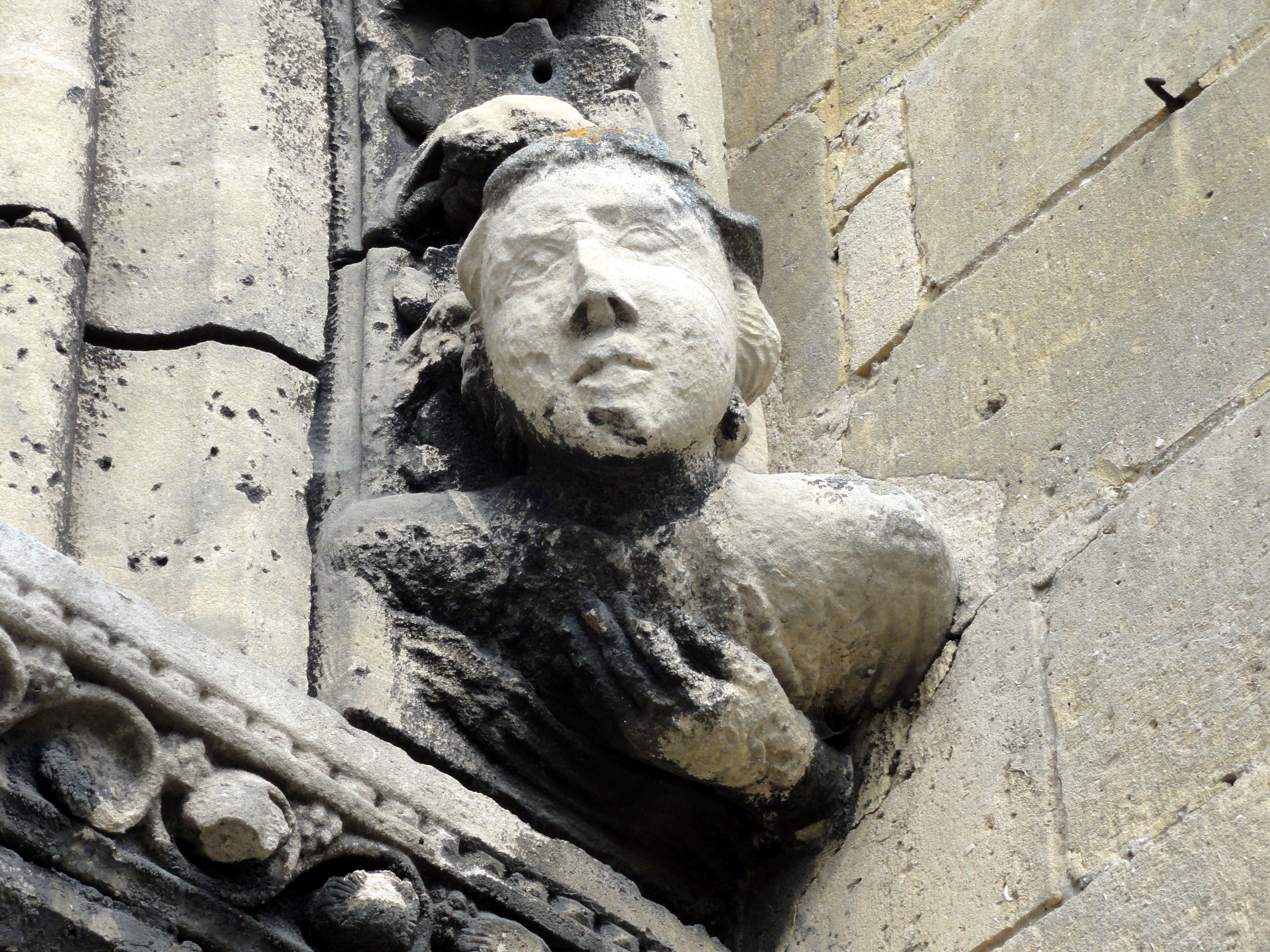
Tête saillante.
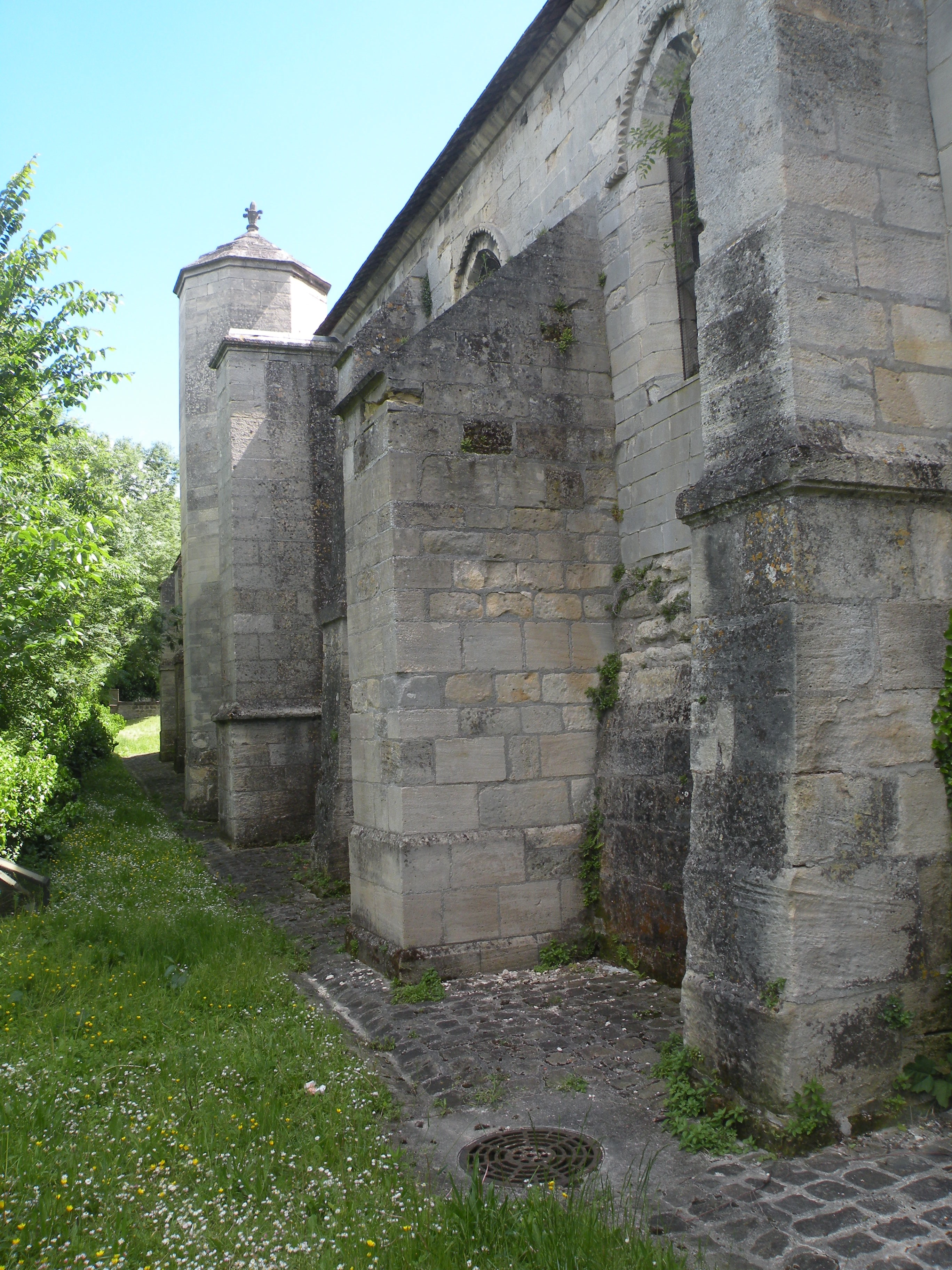
Bas-côté nord.
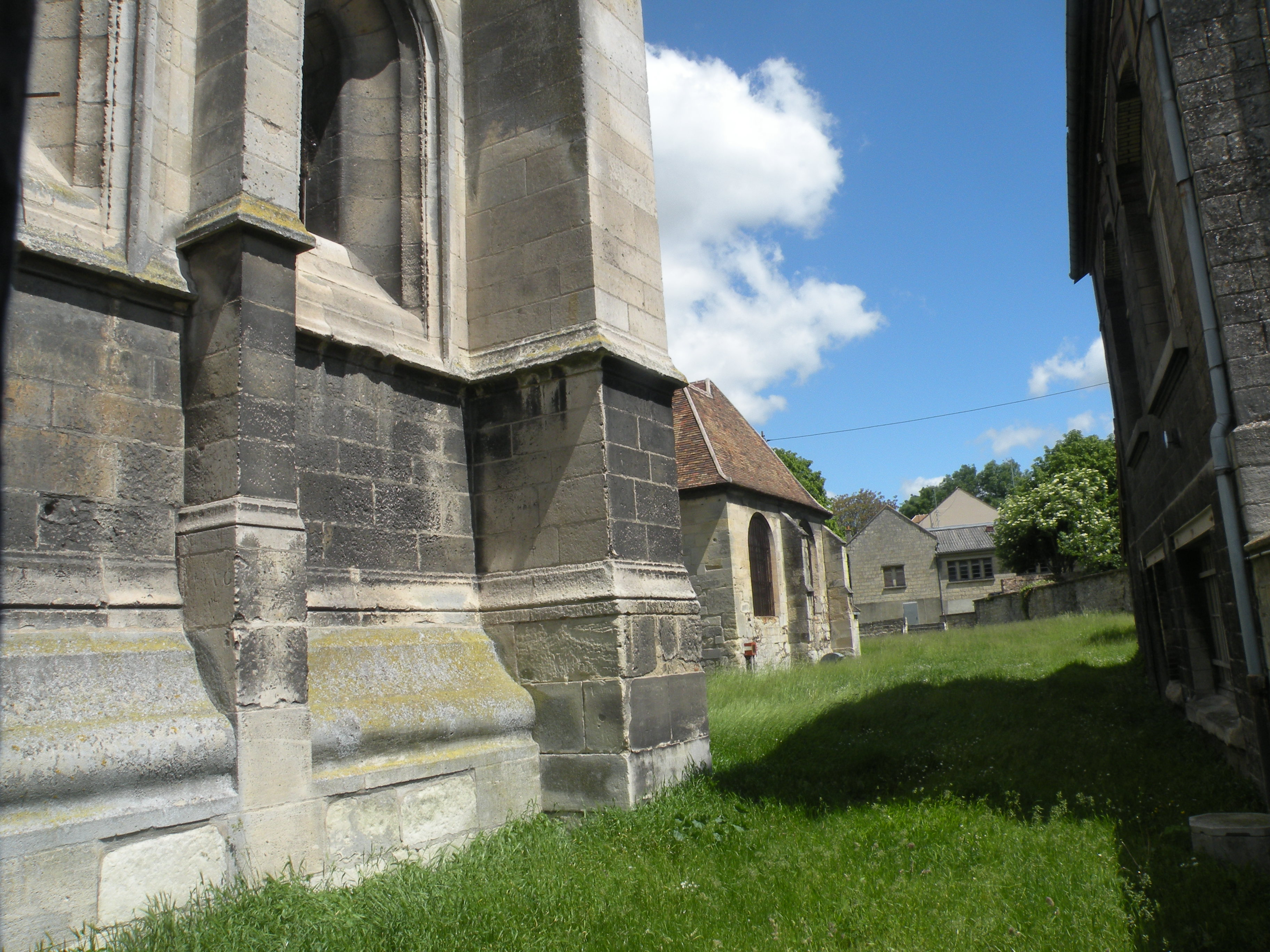
Base du clocher et sacristie.

### Intérieur

#### Nef

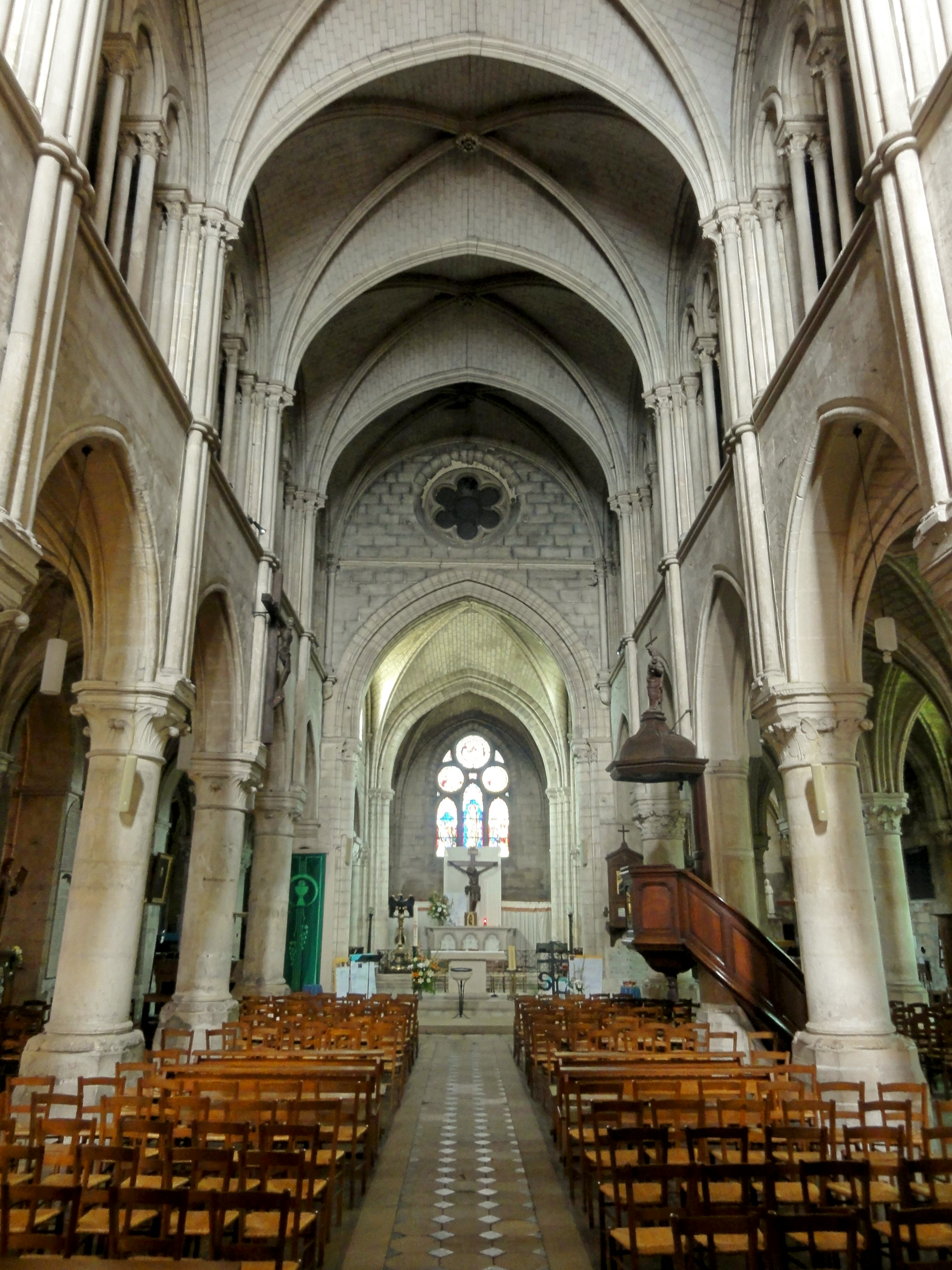
Vue générale intérieure.

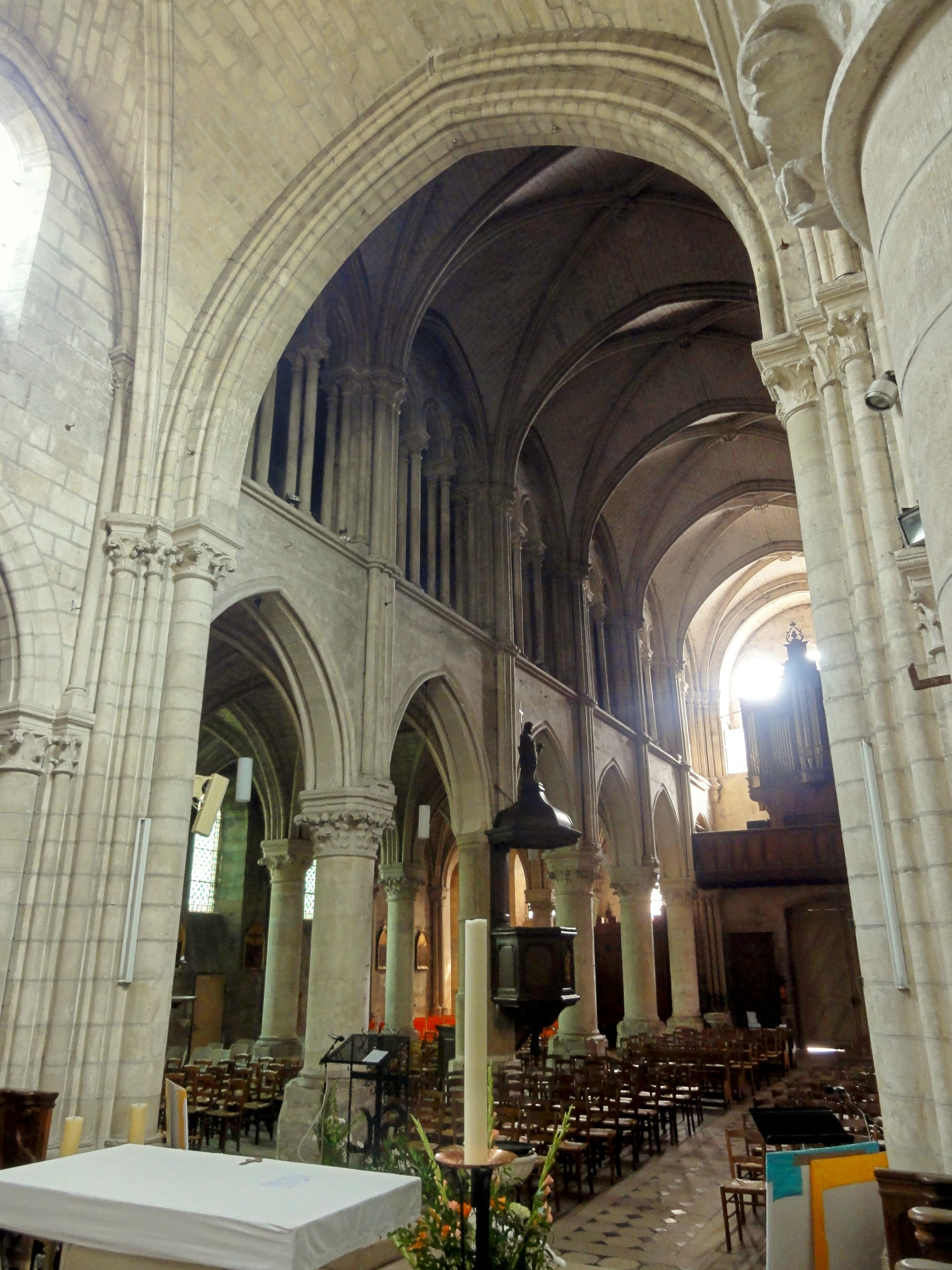
Vue depuis le sanctuaire.

La nef est d'une grande élégance, mais extrêmement sombre, car ne recevant le jour que par les baies occidentales, en grande partie bouchées par l'orgue de tribune, et indirectement par le chœur et ses bas-côtés. Or, quatre travées du bas-côté sud sont dépourvues de fenêtres en raison de la présence de la sacristie et du clocher, et toutes les fenêtres des bas-côtés sont de petites dimensions. Le chœur ne possède qu'une seule baie dans son chevet, qui elle aussi est en partie obstruée par le mobilier. — Les grandes arcades brisées faisant communiquer la nef avec les bas-côtés sont au profil d'un méplat entre deux tores, très courant jusqu'au milieu du XIIIe siècle. Par l'intermédiaire de tailloirs octogonaux aux arêtes abattues, elles retombent sur des chapiteaux à crochets d'une grande pureté de style, qui prennent appui sur des colonnes isolées appareillés en tambour. Leurs bases sont à deux tores inégaux séparés par une scotie, et garnies de griffes d'angle. Le plan des hauts socles aux pans coupés correspond aux tailloirs. L'on note que la sculpture est moins développée et stylistiquement moins avancée côté nord que côté sud. Au-dessus des arcades, jusqu'à la hauteur des tribunes, les assises ne datent que de la restauration après 1860 et ont remplacé celles endommagées lors de la construction de la voûte en berceau en 1734,.
L'église Saint-Laurent possédait initialement des tribunes à proprement parler, s'ouvrant sur les combles des bas-côtés. Dans le Val-d'Oise, cette disposition plus économique à réaliser n'a été rétablie qu'à Santeuil, et dans le département voisin de l'Oise, à Cambronne-lès-Clermont. Pour lutter contre les courants d'air, ces tribunes avaient toutes finies par être bouchées au XVIIIe siècle, ou ont été transformées en triforium véritable par adjonction de murs de refend. L'étage des tribunes est délimité inférieurement par un bandeau de trois boudins accolés, qui englobent les faisceaux de trois colonnettes en délit montant depuis les chapiteaux des grandes arcades. Ces colonnettes sont toutes placées sur le même plan qui contribue à l'effet de platitude recherché dans le traitement des parois. On retrouve le même procédé à Champagne-sur-Oise, Champeaux et Grisy-les-Plâtres,.
Dans chaque travée, le triforium comporte trois baies en arc brisé surhaussé sous un arc de décharge en tiers-point, et l'aspect est le même qu'à Saint-Leu-d'Esserent. Tenant lieu de formerets aux voûtes de 1878, il présente un profil monotorique qui rend plausible cette fonction, et retombe sur deux colonnettes à chapiteaux qui reposent sur le bandeau déjà mentionnée. Les colonnettes des arcs de décharge jouxtent immédiatement les faisceaux de colonnettes correspondant aux ogives et doubleaux, et aussi les colonnettes cantonnant les baies du triforium. Si les baies contigües se partagent une même colonnette à leur rencontre, chacune des colonnettes est doublée vers l'arrière par une seconde. Ce parti est inspiré de Notre-Dame-de-Paris, ou peut-être de la collégiale Notre-Dame de Mantes-la-Jolie, mais il a été porté au perfectionnement ici tout comme dans le chœur de l'église Notre-Dame de Moret-sur-Loing, élevé vers 1210/1215. Il permet d'éviter des colonnes plus fortes et est d'un bel effet, d'autant plus que les chapiteaux des colonnettes situées à l'arrière sont aussi soigneusement sculptés que les autres. Toutes les colonnettes sont très fines et en délit, tous les chapiteaux sont situés à la même hauteur, et le diamètre des colonnettes supportant les nervures des voûtes n'est pas supérieur à celui des autres : ainsi, l'impression d'un faisceau de neuf colonnettes est créée à l'intersection entre les travées, et il n'existe pas de pan de mur libre au niveau des baies du triforium. Les arcs des baies sont moulurés pareillement que les grandes arcades. Il est à noter que la plupart des chapiteaux a été refait par les restaurateurs,.
Pour la construction de la voûte d'ogives de 1878, les faisceaux de trois colonnettes mentionnés ci-dessus ont été munis de chapiteaux neufs à la hauteur de celles des arcs de décharge et des baies. Le chapiteau central est disposé à bec, c'est-à-dire avec un angle saillant vers la nef, ce qui est un anachronisme, car ce parti n'apparaît qu'une vingtaine d'années plus tard dans l'abbatiale de Royaumont, puis est repris à Champagne-sur-Oise et Marly-la-Ville. Les chapiteaux d'origine ne se sont point perdus, mais se situent exactement 6 m plus haut. Jusqu'en 1860, ils ont porté les entraits de la charpente, mais ils n'étaient plus visible depuis 1734, date de l'établissement de la fausse voûte en berceau. En utilisant ces chapiteaux, il aurait été facile de construire l'étage de fenêtres hautes qui devaient s'ouvrir sous la lunette des voûtes, en se basant sur le projet élaboré par Max Sainsaulieu. Vu les fortes influences de Notre-Dame-de-Paris, il n'est même pas certain que les voûtes devaient être quadripartites, car s'il n'y a pas de différence entre supports forts et supports faibles, le même constat peut être fait à Paris. Maryse Bideault et Claudine Lautier estiment que l'église Saint-Laurent, tout en se faisant influencer par l'importante cathédrale parisienne, est plus avancée que celle-ci et que la plupart des autres placées sous la même ligne d'influence dans le nord de l'Île-de-France historique, soit une quarantaine d'églises au total,.

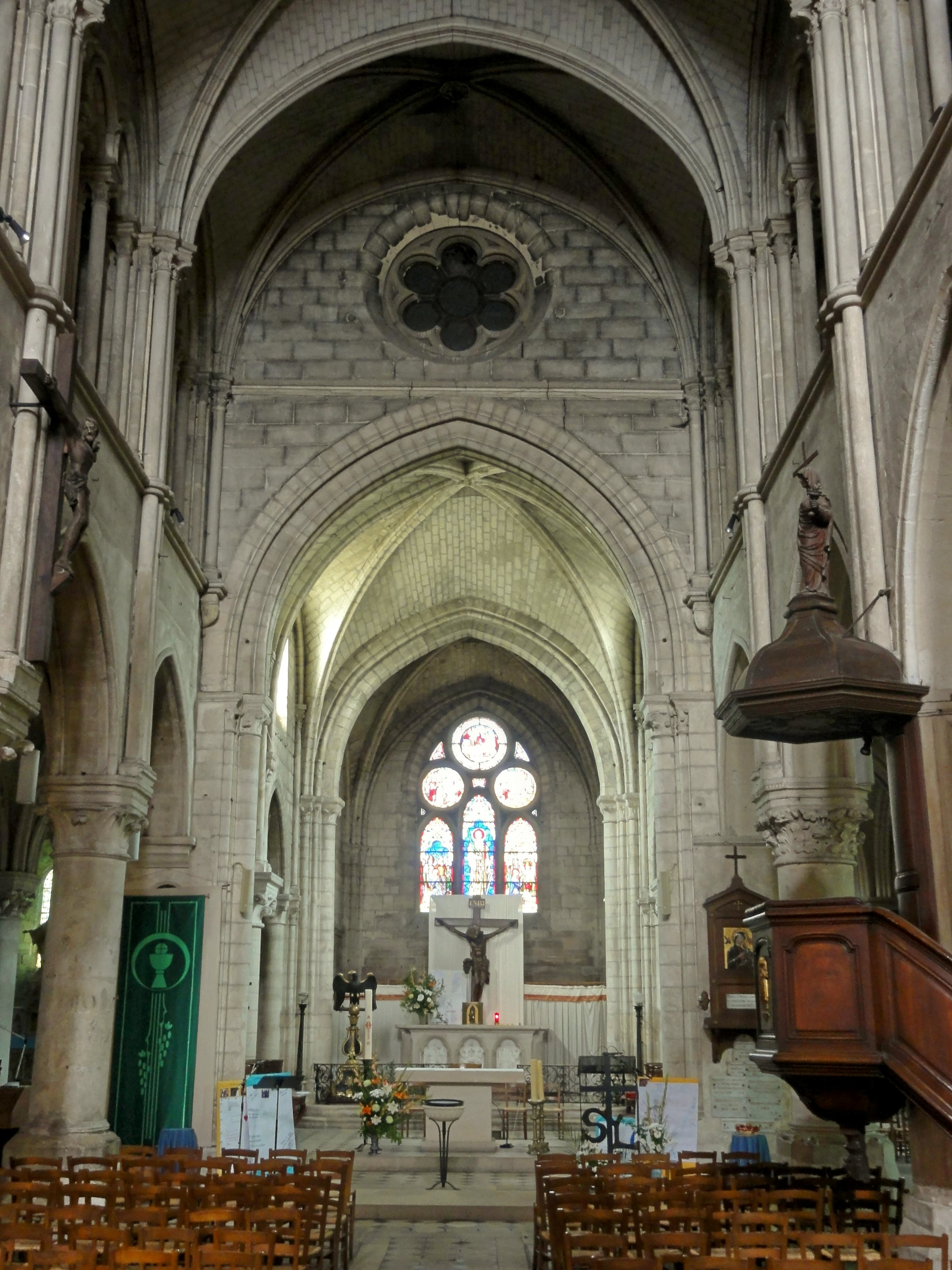
Nef, vue dans le chœur.
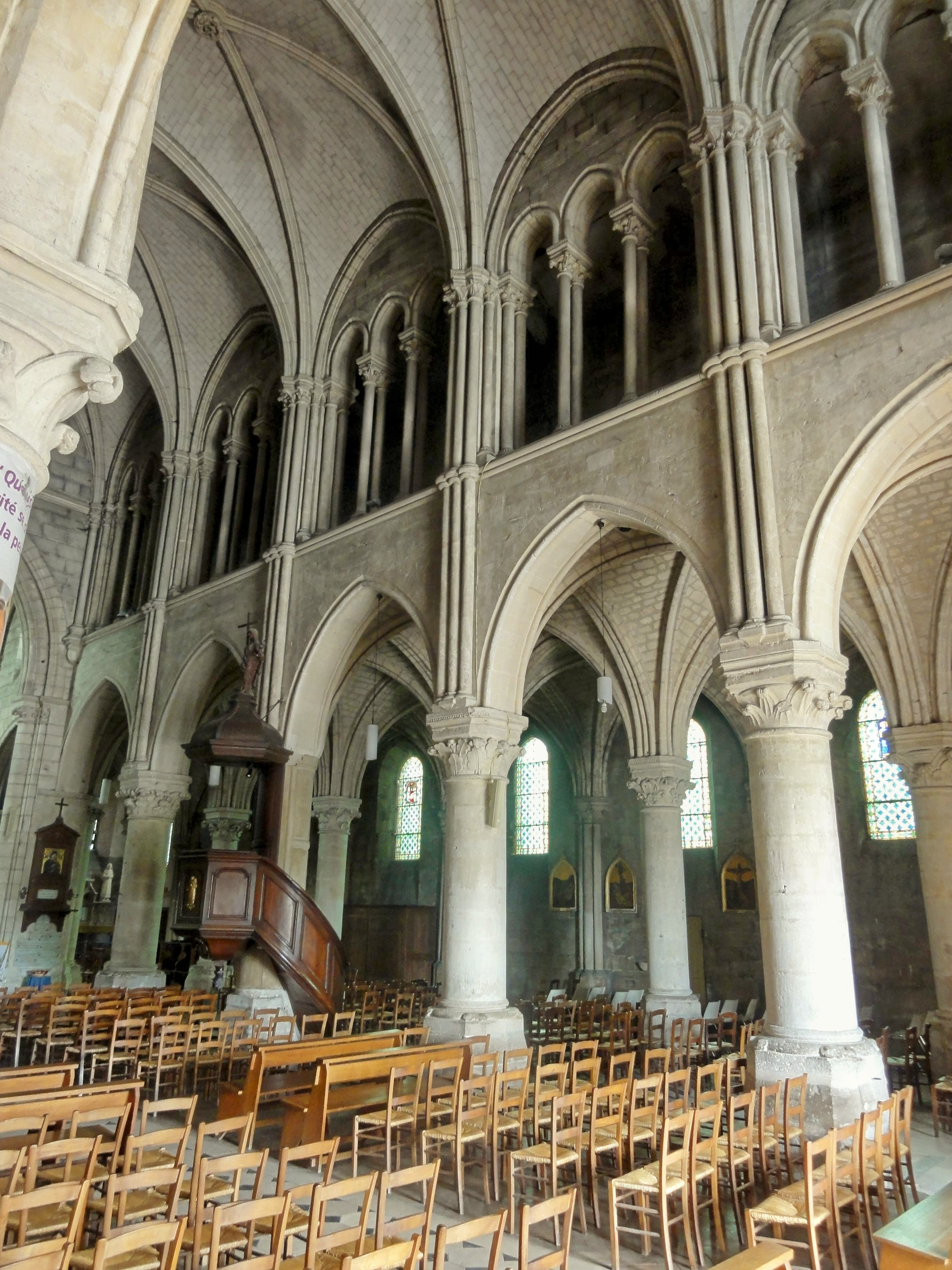
Nef, côté sud.
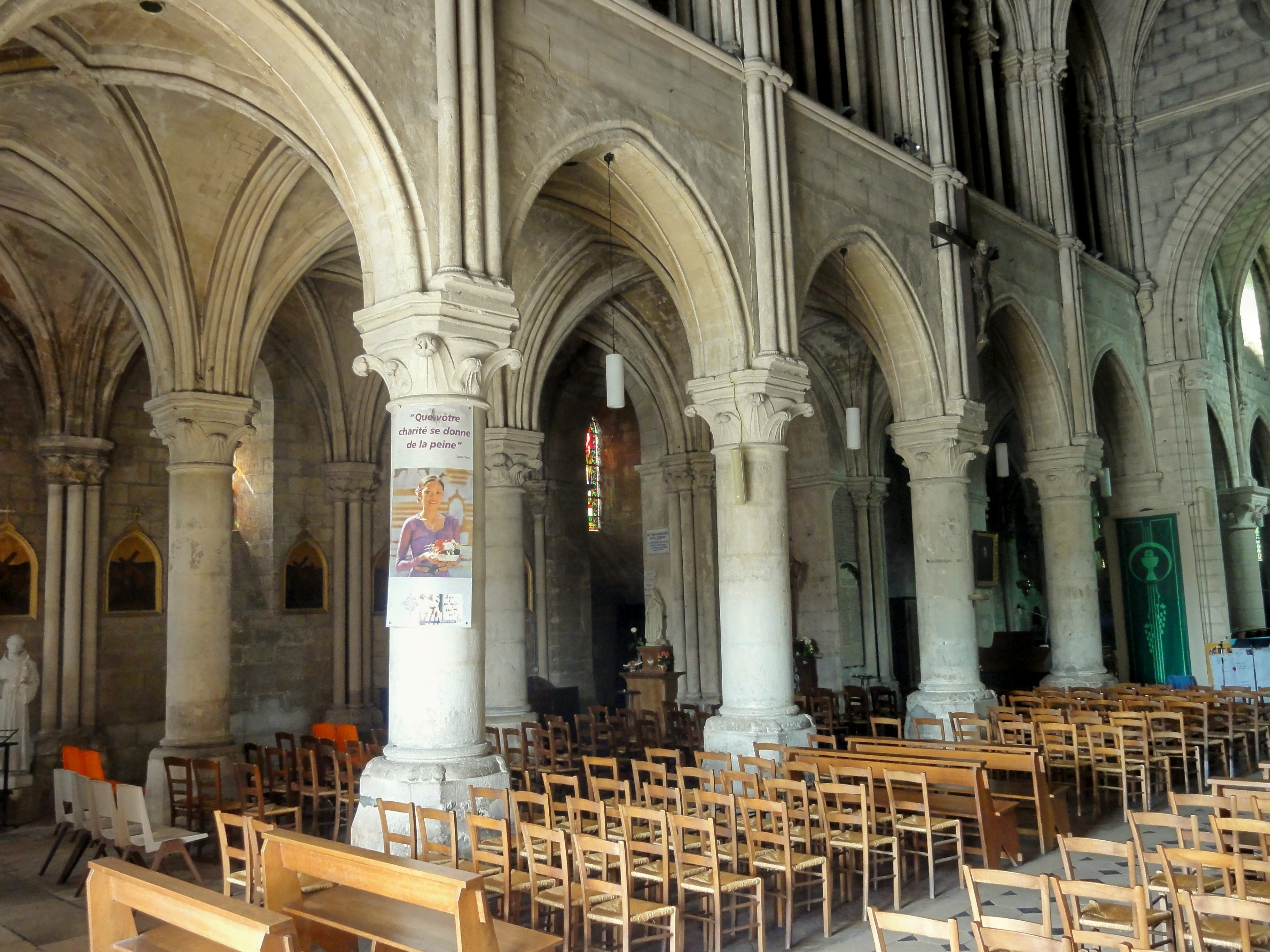
Grandes arcades au nord
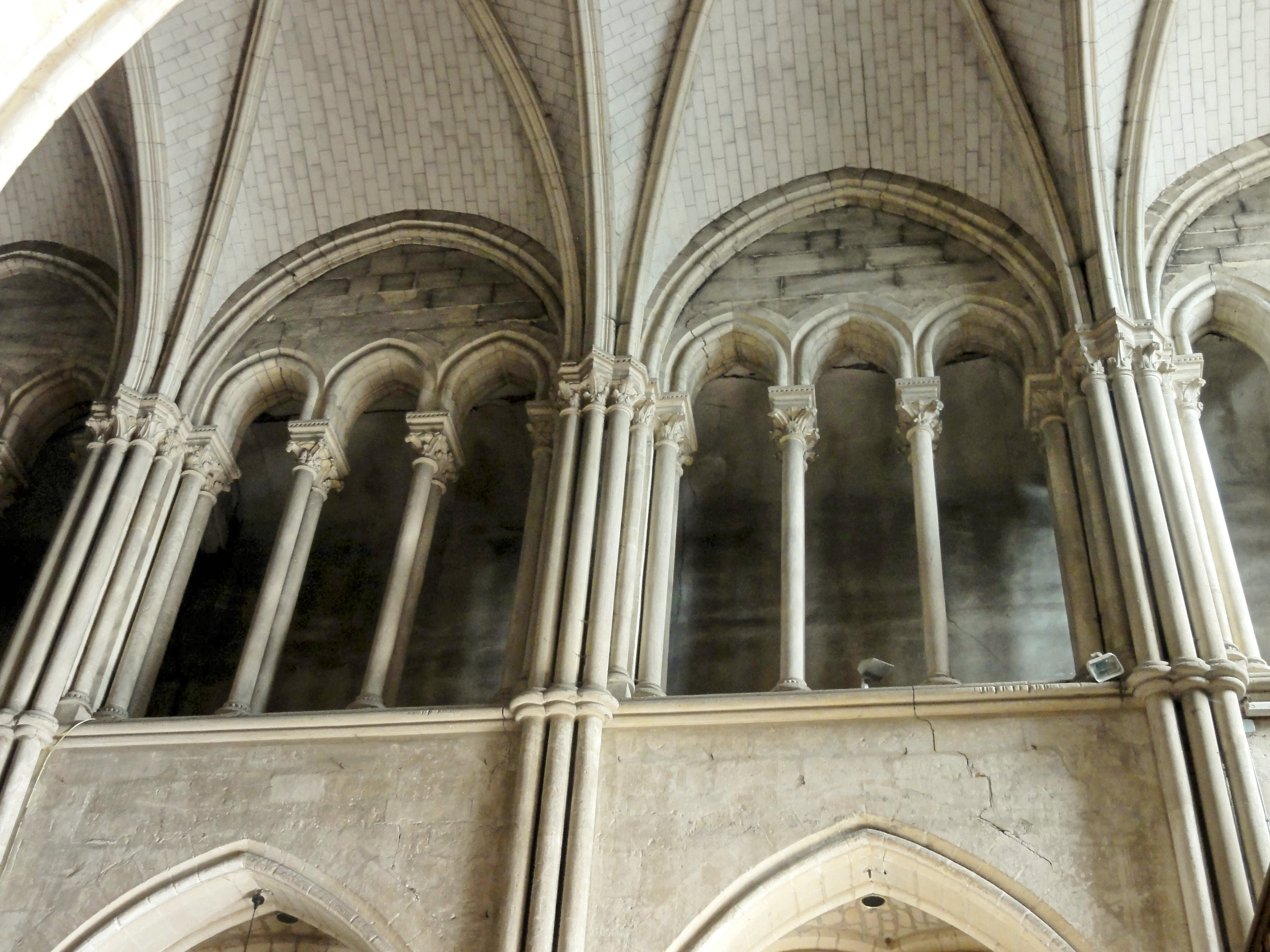
Galeries de la nef au nord.
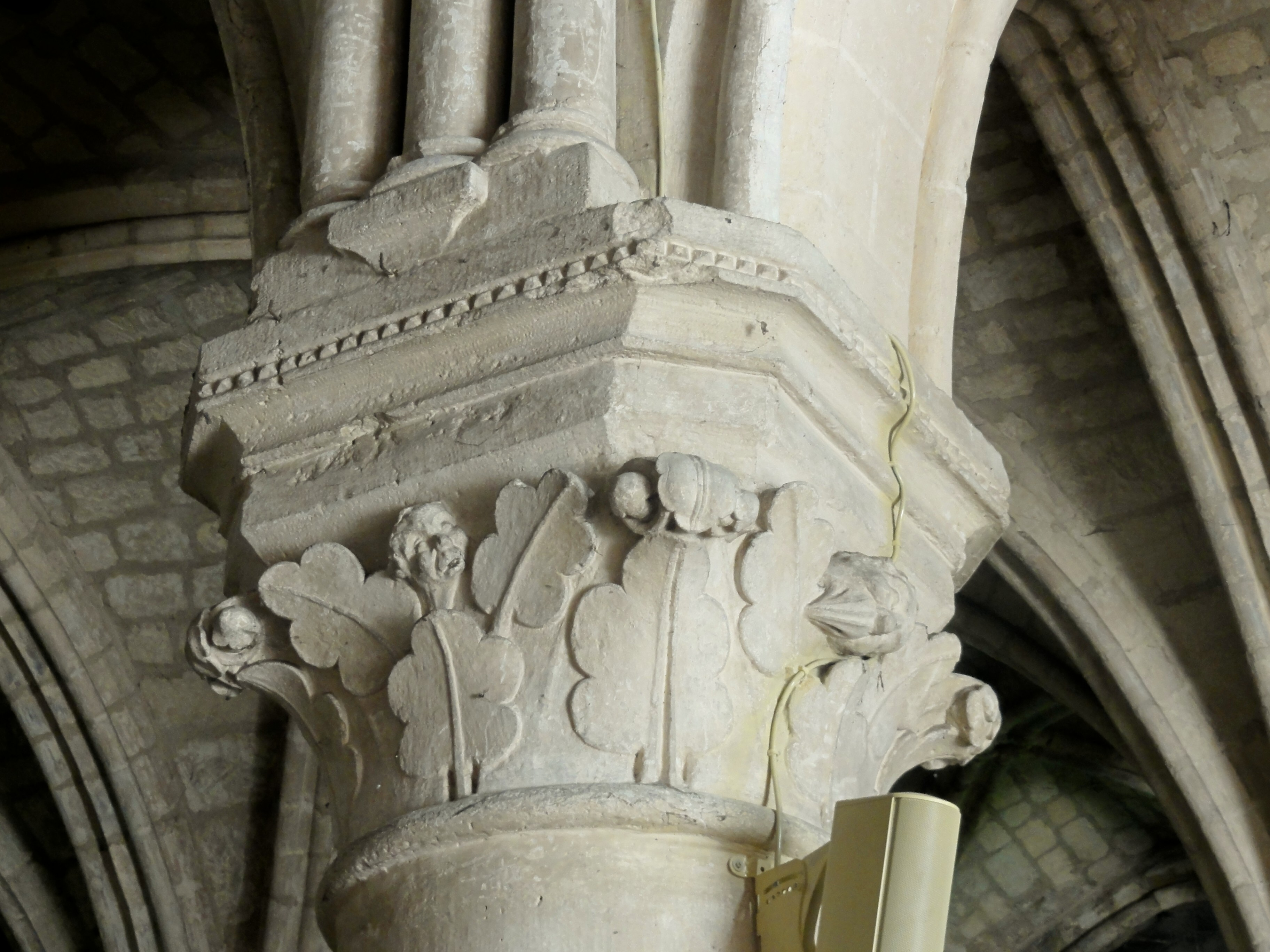
Chapiteau au sud.
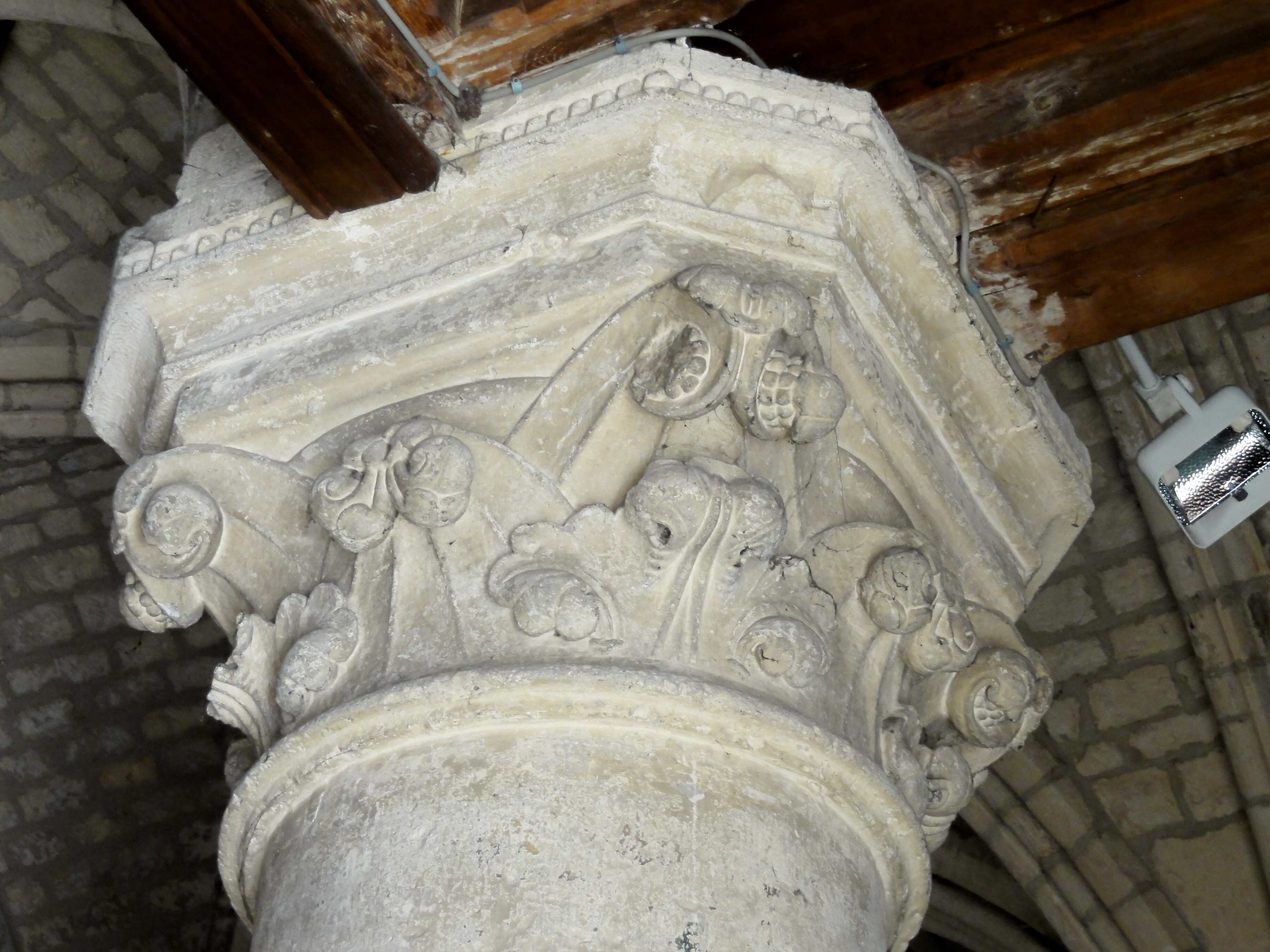
Chapiteau au nord.

#### Bas-côtés

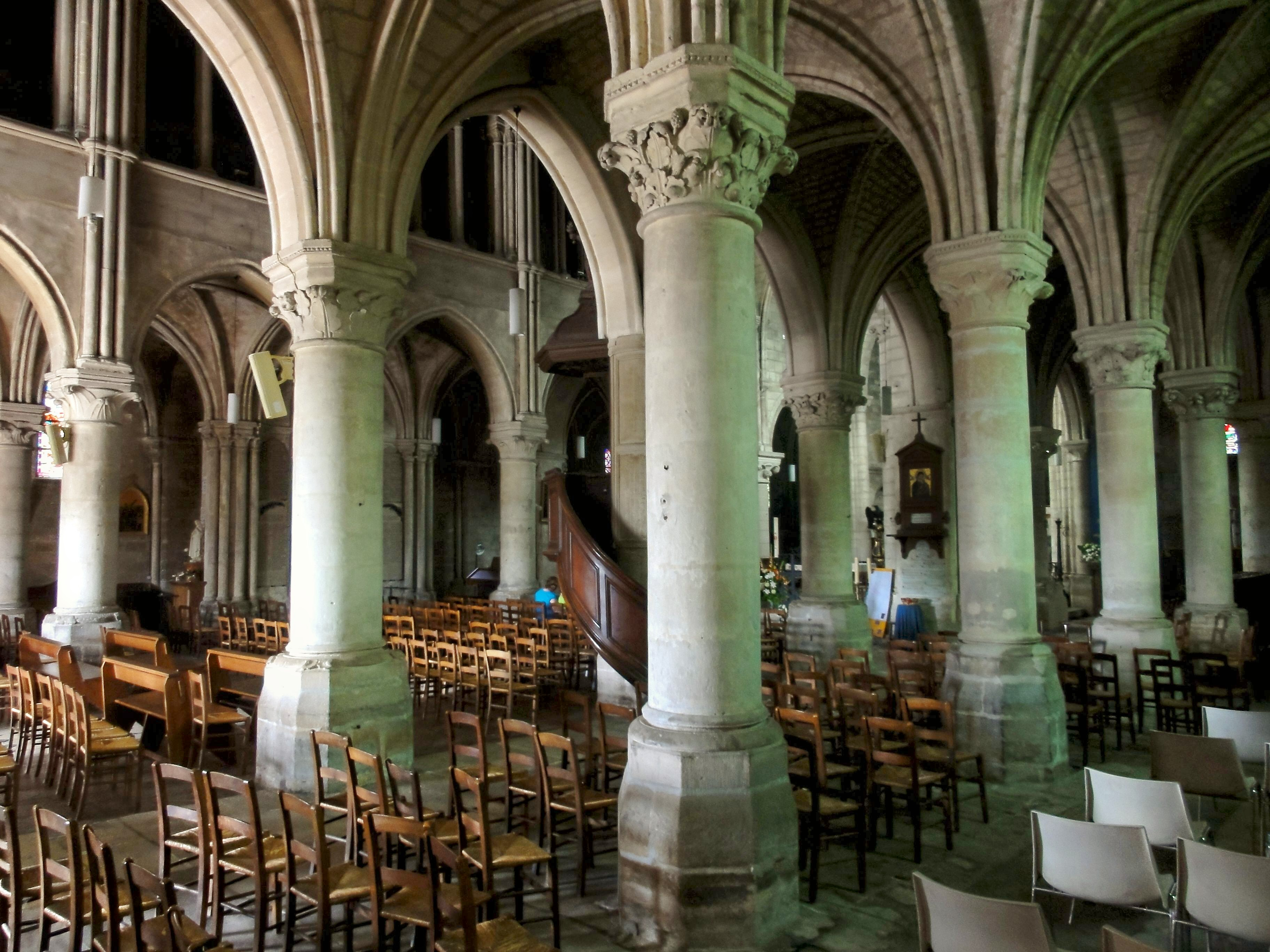
Bas-côtés sud.

L'idée de bâtir de doubles bas-côtés est directement puisée du plan de Notre-Dame de Paris, mais reste originale pour le XIIIe siècle car reprise seulement par les cathédrales de Bourges et de Meaux. Parfaitement homogènes sauf au niveau des cinquièmes et sixièmes travée du nord, les arcades au milieu des doubles bas-côtés présentent des piliers du même type que ceux de la nef, et les travées de plan carré sont voûtées d'ogives dès l'origine. Ogives et doubleaux adoptent le même profil, à savoir deux tores encadrant une arête. Les grands chapiteaux à crochets ont tous été exécutés avec grand soin et sont de formes et motifs variés, avec une flore inspirée directement de la nature. L'on reconnaît aisément les feuilles du chêne et de la vigne ainsi que le fruit d'arum. Ces œuvres sont de beaux exemples de l'état d'art de la sculpture en Île-de-France au XIIIe siècle. Seule l'église Saint-Martin de Plailly possède des chapiteaux d'un niveau comparable dans la région. Le long des murs, les ogives et doubleaux retombent sur des faisceaux de trois colonnettes, alors que les formerets doivent se partager les supports avec les ogives. Ainsi, des colonnettes uniques sont logées dans les quatre extrémités. Il est à noter que le mur et les baies du bas-côté sud ont été entièrement bâtis à neuf en 1878 et que rien d'authentique subsiste de ce côté. Comme rarement ailleurs, les bas-côtés du chœur ne se distinguent pas de ceux de la nef, et ils se terminent comme ils ont commencé, par un mur droit. L'on n'a donc pas construit de chapelles aux extrémités orientales, mais les dernières travées qui jouxtent la partie antérieure de la troisième travée du chœur ne communiquent pas avec celle-ci. Ce cloisonnement confère aux neuvièmes travées des bas-côtés le caractère de petites chapelles, et de petits autels néogothiques ont été placés contre le mur du chevet (soit deux au nord et deux au sud),.
La cinquième travée du bas-côté nord, servant en même temps de base au clocher primitif, se compose de robustes massifs de maçonnerie soutenant une grossière voûte d'ogives. Le profil carré simplement chanfreiné des ogives est archaïque et se retrouve par exemple dans les cinquièmes travées des bas-côtés de la nef de l'église Saint-Étienne de Beauvais, à Fitz-James, dans la nef de Foulangues ou dans le massif occidental de Saint-Leu-d'Esserent. Il permet une datation d'autour de 1130, voir avant, sachant que la voûte d'ogives la plus ancienne conservée dans le département voisin de l'Oise est probablement celle de la base du clocher d'Acy-en-Multien, datant des années 1110. Il n'y a pas de formeret, ni même de chapiteaux, ce qui est inhabituel. Les grandes arcades de la base du clocher sont à simple rouleau et simplement chanfreinées, avec de simples moulures au niveau des impostes. À l'est de la base du clocher, le sixième pilier de l'arcade entre les deux bas-côtés du nord portent deux doubleaux perpendiculaires à l'axe de l'édifice, qui sont analogues à ces arcades. Leur ancienneté n'est toutefois pas prouvée. Ce pilier ainsi que les piles de la base du clocher ont été cantonnés de faisceaux de colonnettes au moment de la construction du bas-côté gothique,,.

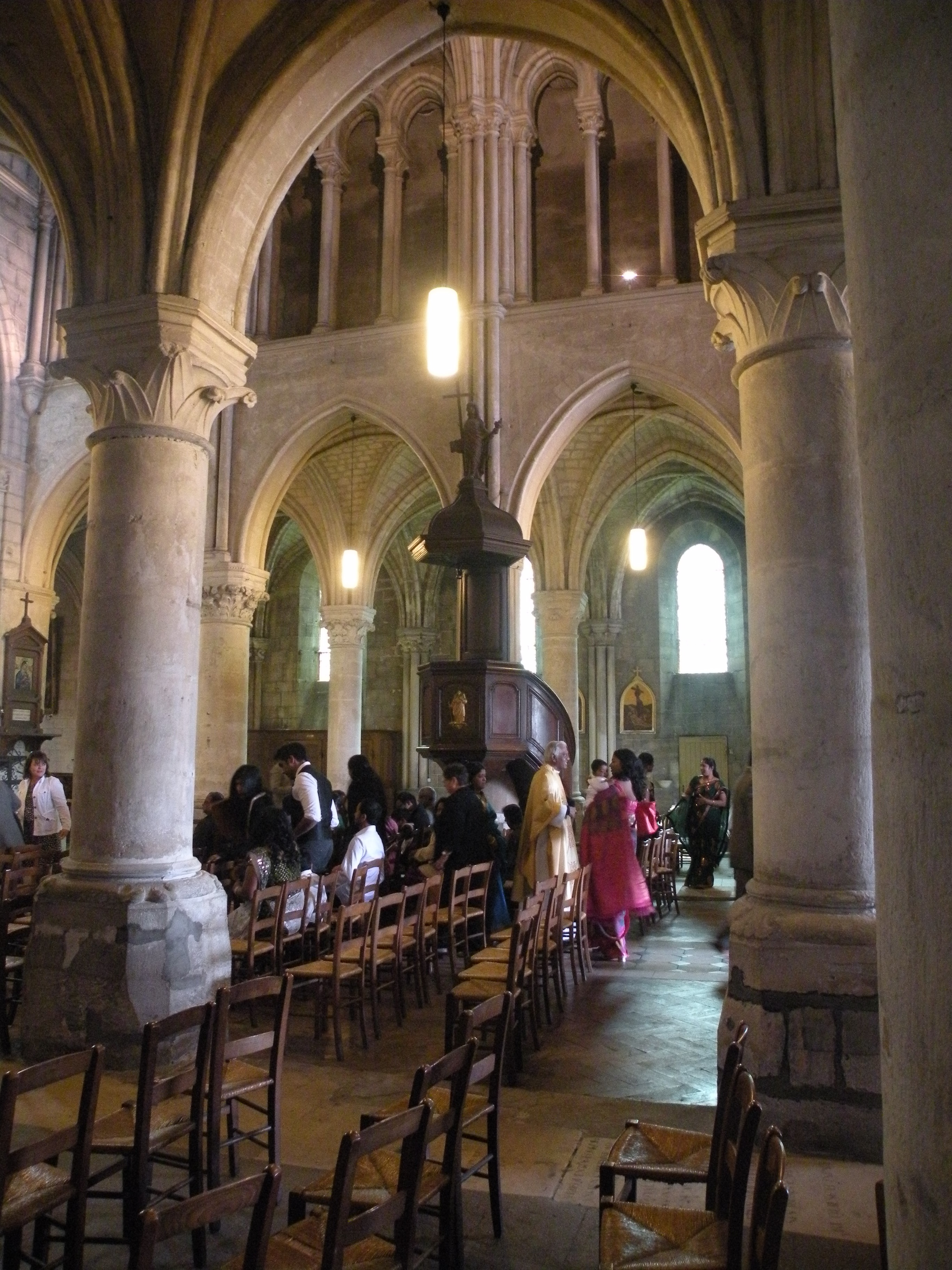
Vue par la 4e arcade du nord.
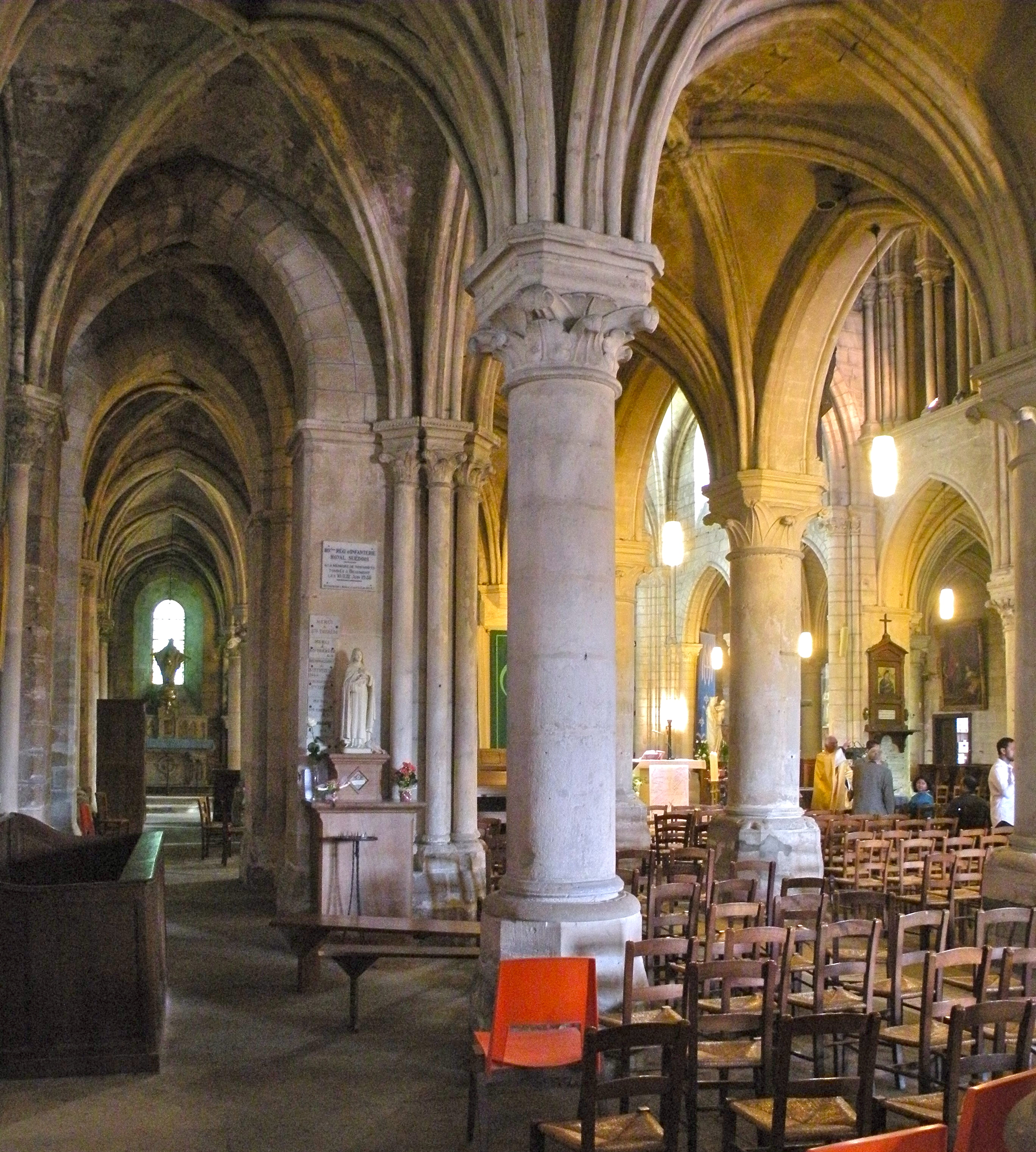
Double bas-côté nord.
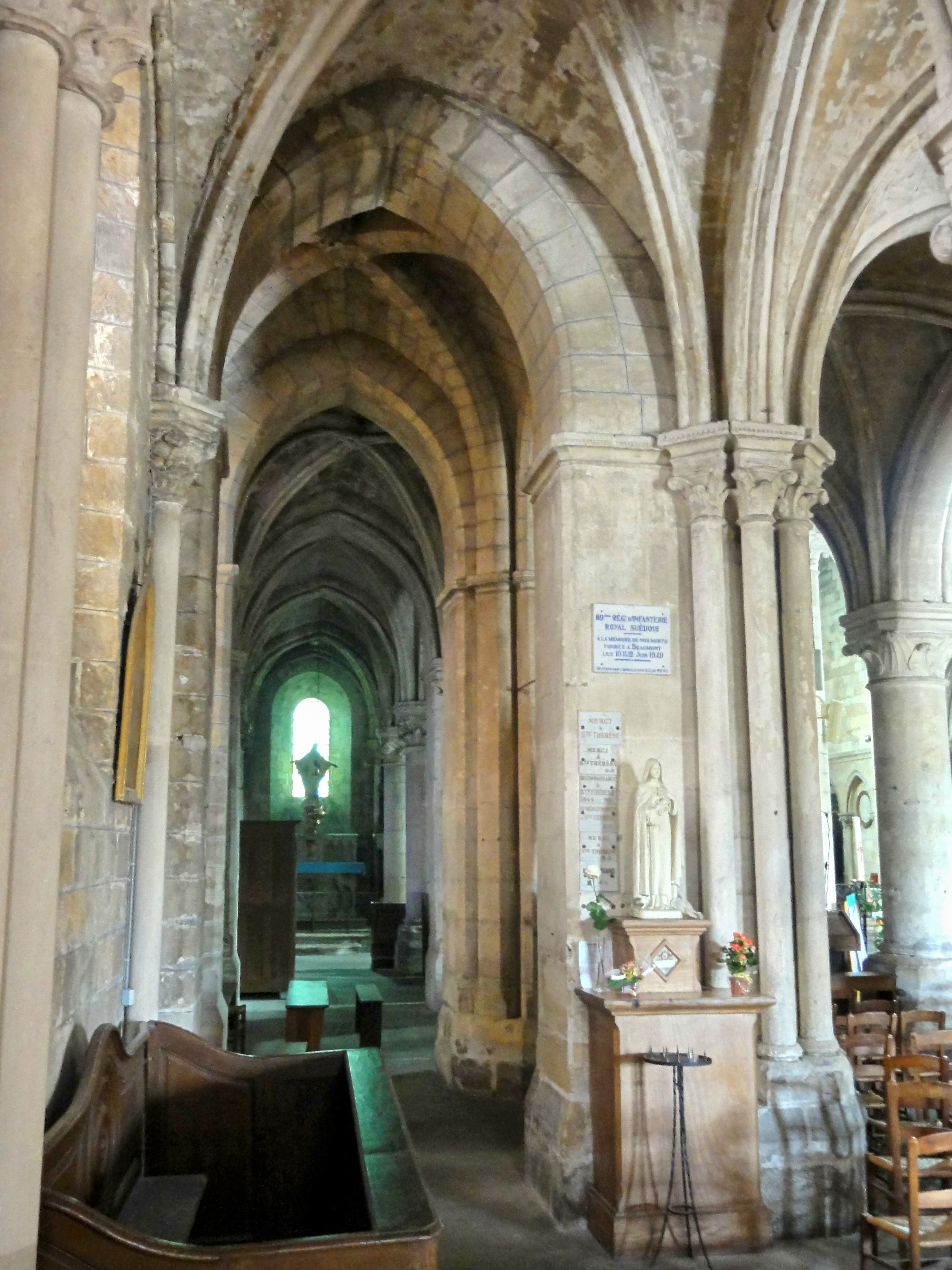
Base de l'ancien clocher.
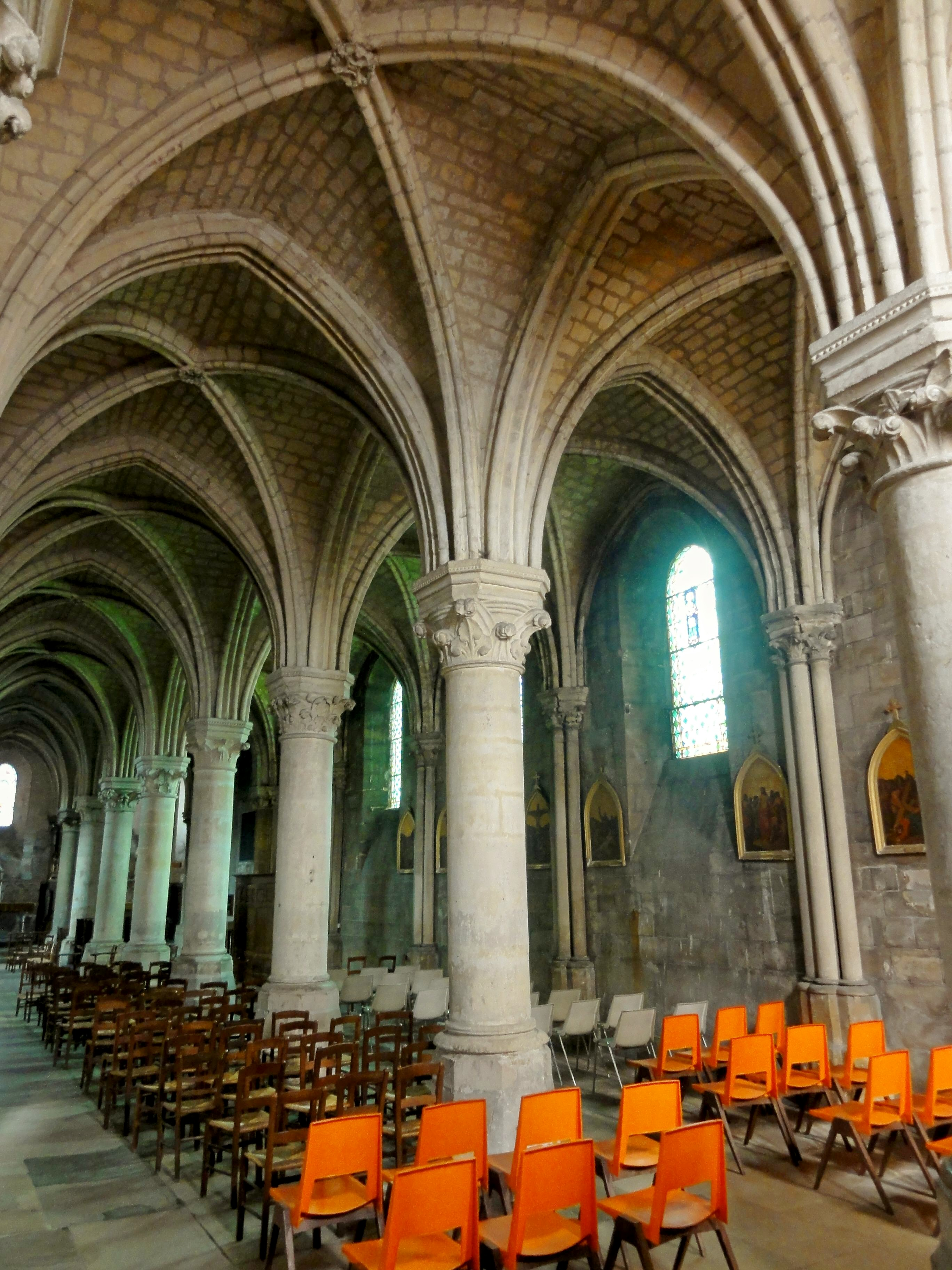
Double bas-côté sud.
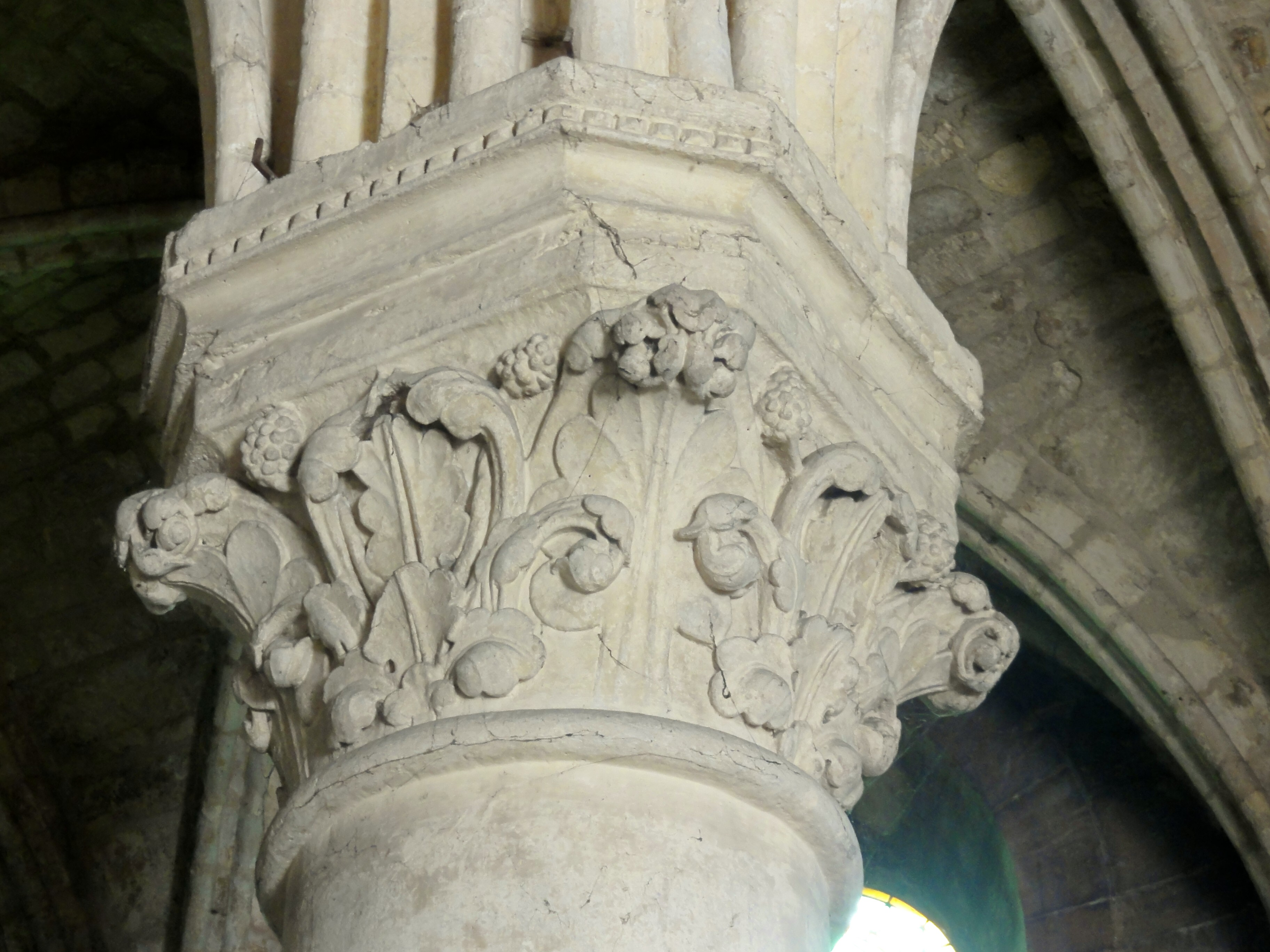
Chapiteau du bas-côté sud.
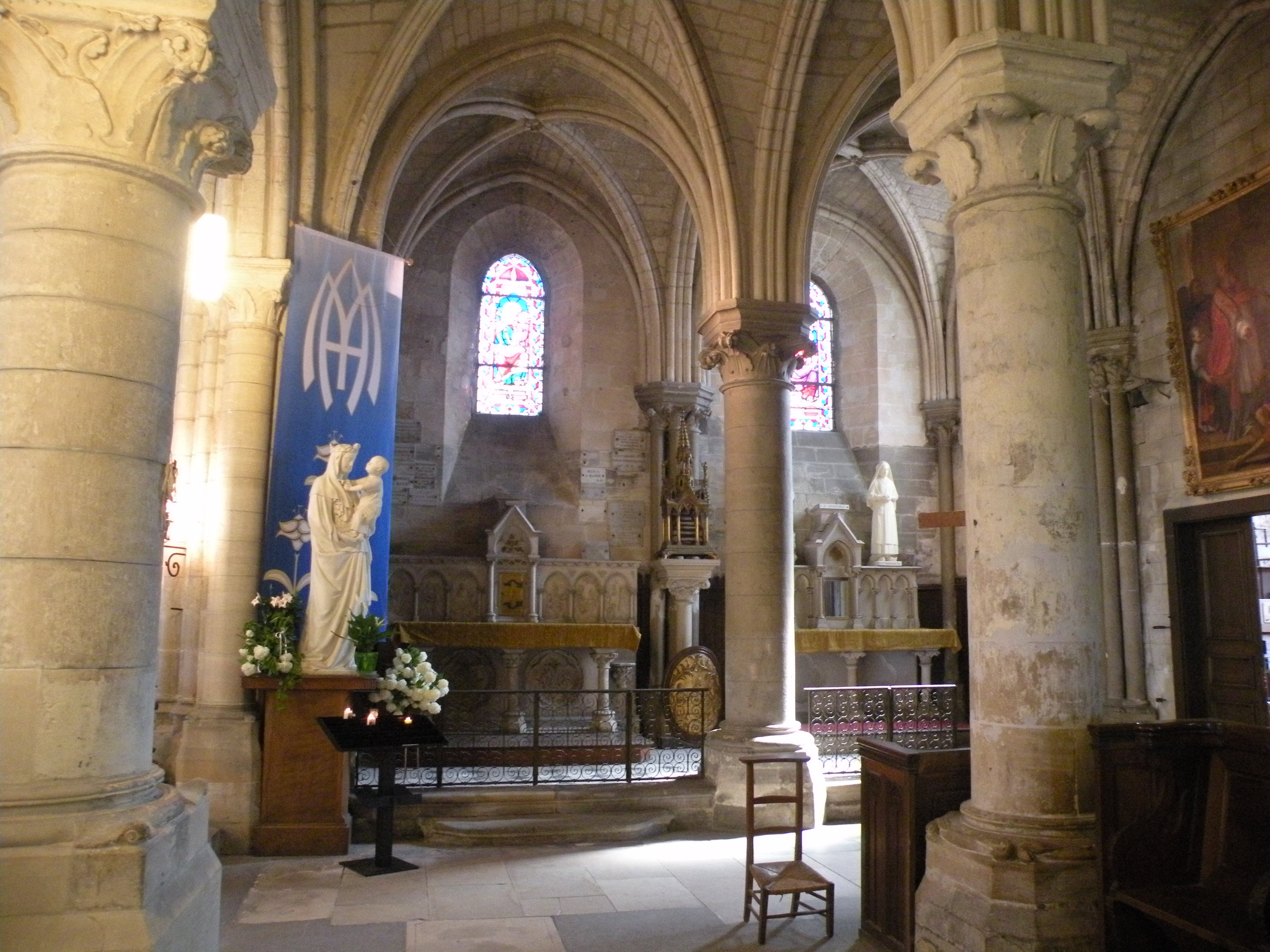
Chapelles du bas-côté sud.

#### Chœur

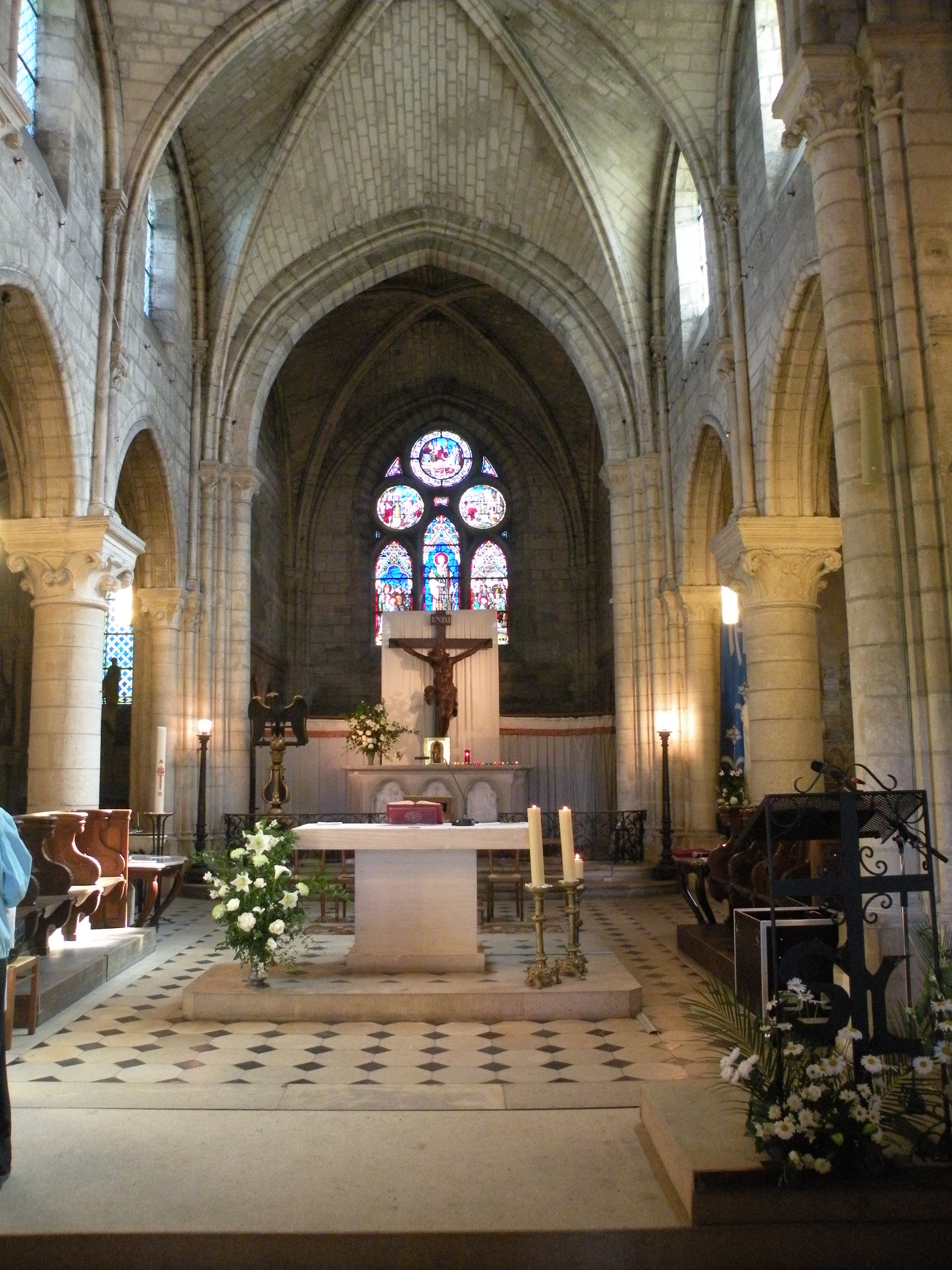
Chœur, vue depuis la nef.

Le chœur de l'église ne comporte pas d'étage de tribunes et est donc moins élevé que la nef. Les deux premières travées rectangulaires occupent la même surface au sol que la troisième et dernière travée qui est de plan carré. Une voûte sexpartite recouvre les deux premières travées, alors que la dernière travée possède une voûte simple dont le profil diffère nettement de celle de l'autre voûte. Il n'y a toutefois aucune marque permettant de conclure à une différence d'âge de ces deux éléments. Les grosses colonnes qui correspondent aux « temps faibles » de la voûte sexpartite évoquent les piliers des grandes arcades de la nef et des bas-côtés. Elles possèdent deux chapiteaux d'une grande valeur artistique, sculptés en larges feuilles plates dont les extrémités se recourbent sur des boutons, préfigurant ainsi les crochets gothiques. Les tailloirs de ces gros chapiteaux sont ici carrés, mais ils servent également d'appui à des faisceaux de trois colonnettes, dont celle du centre, qui correspond à la branche d'ogives supplémentaire, est plus courte que les autres, réservées aux formerets. L'équivalence entre nombre d'éléments à supporter et nombre de supports est fréquent à la première période gothique. La différence de niveau entre les chapiteaux des formerets et ceux des ogives et doubleaux se rencontre aussi dans la nef de l'église Saint-Vaast d'Angicourt. Les deux premières travées du chœur, pouvant également être considérées comme travée double, sont délimitées de la nef et de l'abside par des doubleaux flanqués de part et d'autre de faisceaux de trois colonnettes, sauf vers la nef, où il n'y a qu'une colonnette unique correspondant au doubleau secondaire de l'arc triomphal. Ici les supports de la dernière voûte de la nef ont donc été « oubliés », et les grandes arcades se terminent aussi étrangement par des culots, alors que la construction a progressé d'est en ouest, et que des contraintes de place n'ont donc pas pu être déterminants. Les baies plein cintre ou légèrement brisées s'inscrivant dans l'arcature des voûtes ont été repercées,.
Dans son ensemble, le chœur est particulièrement bien proportionné, et ressemble beaucoup, y compris pour sa voûte sexpartites et sa sculpture sobre mais expressive, à l'église Saint-Julien-le-Pauvre de Paris. Maryse Bideault et Claudine Lautier penchent pour une datation des années 1150/1160, soit au tout début de la période gothique. La troisième travée forme une abside carrée sans bas-côtés. La restauration de 1879 a porté lourdement atteinte à son authenticité. En effet, le triplet ayant éclairé le chevet jusque-là a été remplacé par une grande baie unique, et en 1897 encore, des arcatures en tiers-point ont été plaquées inutilement dans les murs latéraux. Elles correspondent à un type d'ornementation courant à la période romane et à la période gothique jusqu'au XIVe siècle, et l'idée était d'éviter la nudité des murs latéraux, qui en plus sont dépourvus de fenêtres. L'ancien maître-autel néogothique est placé à l'entrée de l'abside, et un rideau suspendu juste derrière soustrait les deux tiers de la travée à l'espace intérieur de l'église. Il n'y a pas de retable, seulement un grand Christ en croix ,.

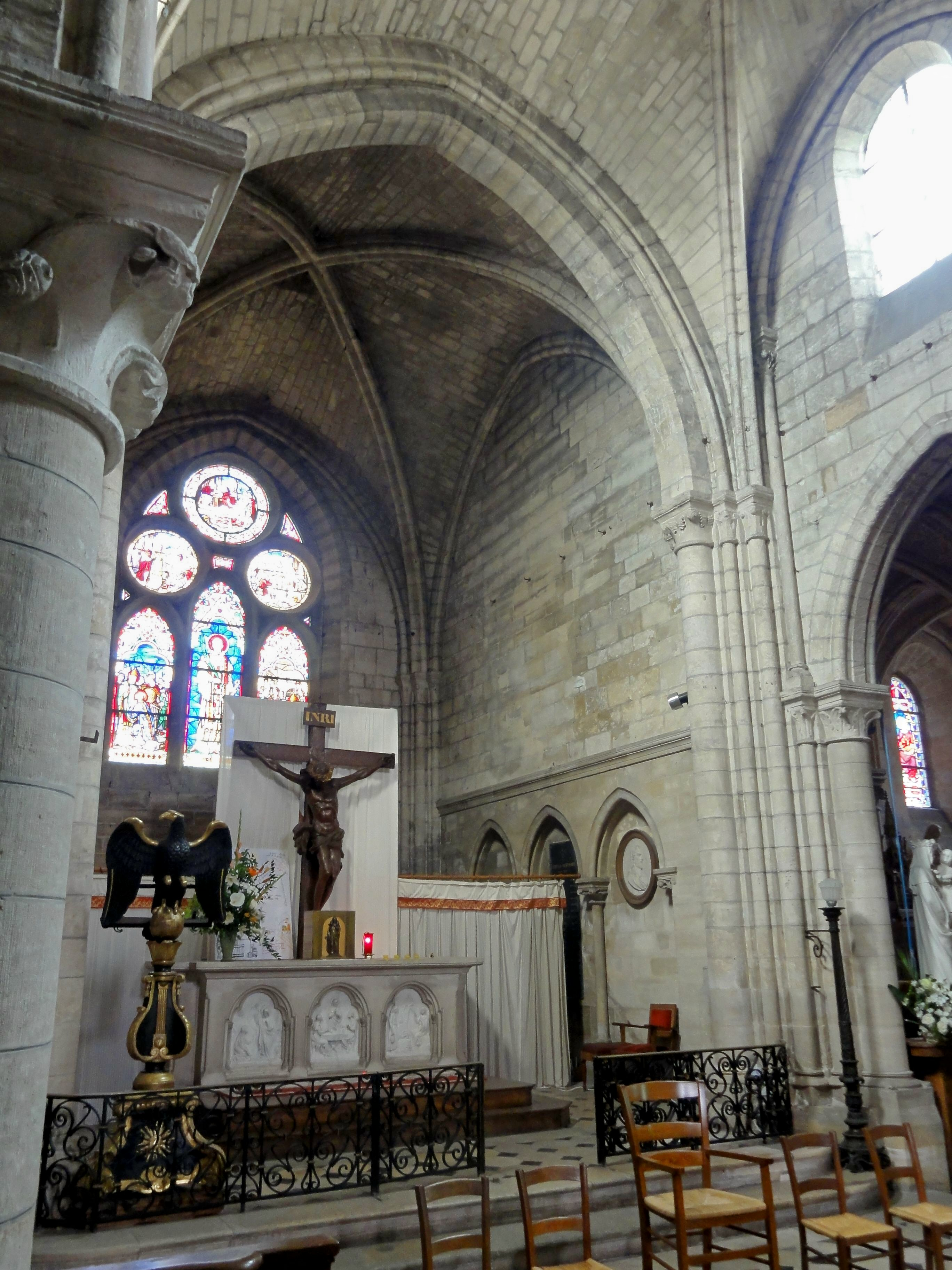
Dernière travée du chœur.
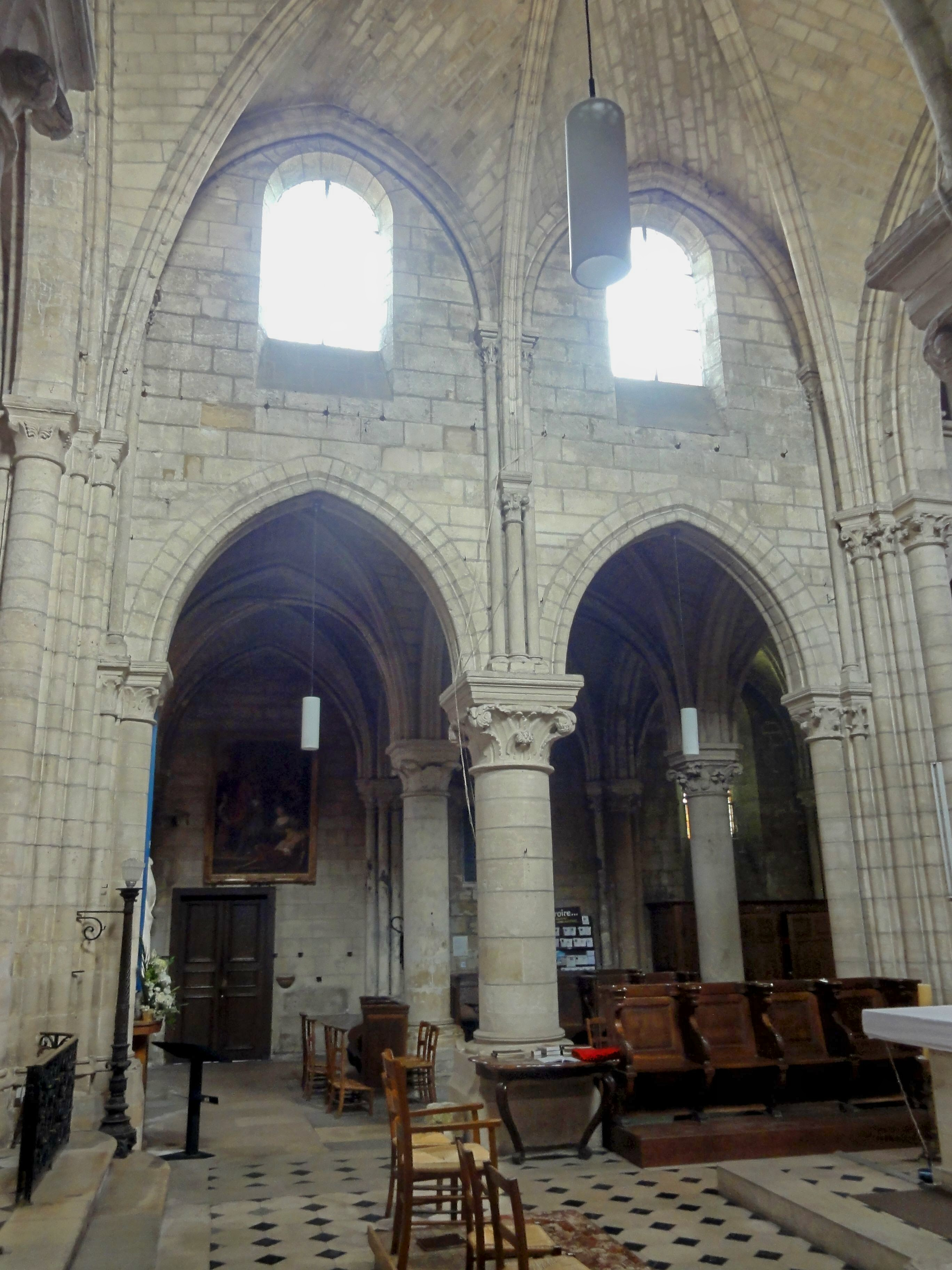
Avant-chœur, côté sud.
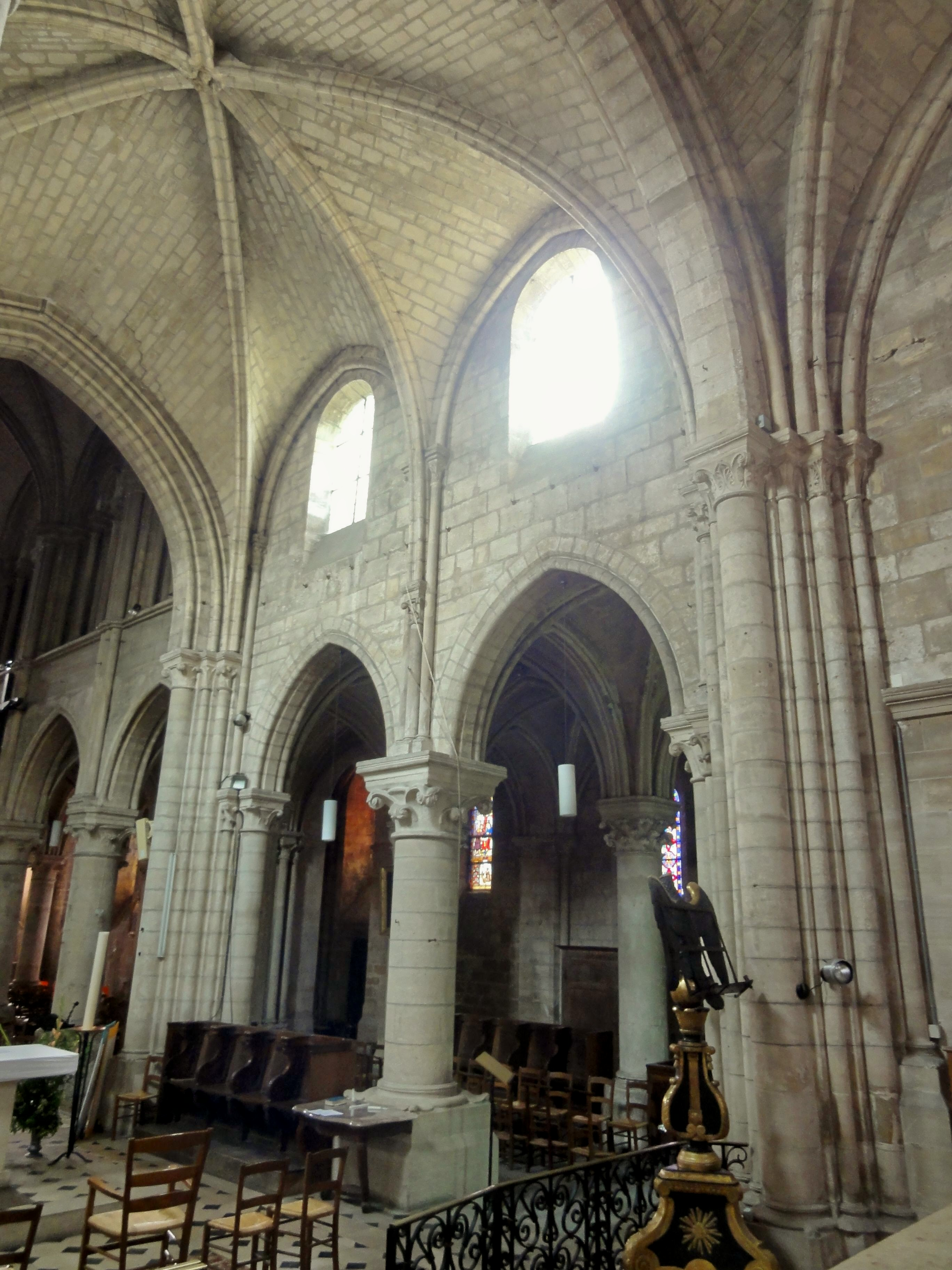
Avant-chœur, côté nord.
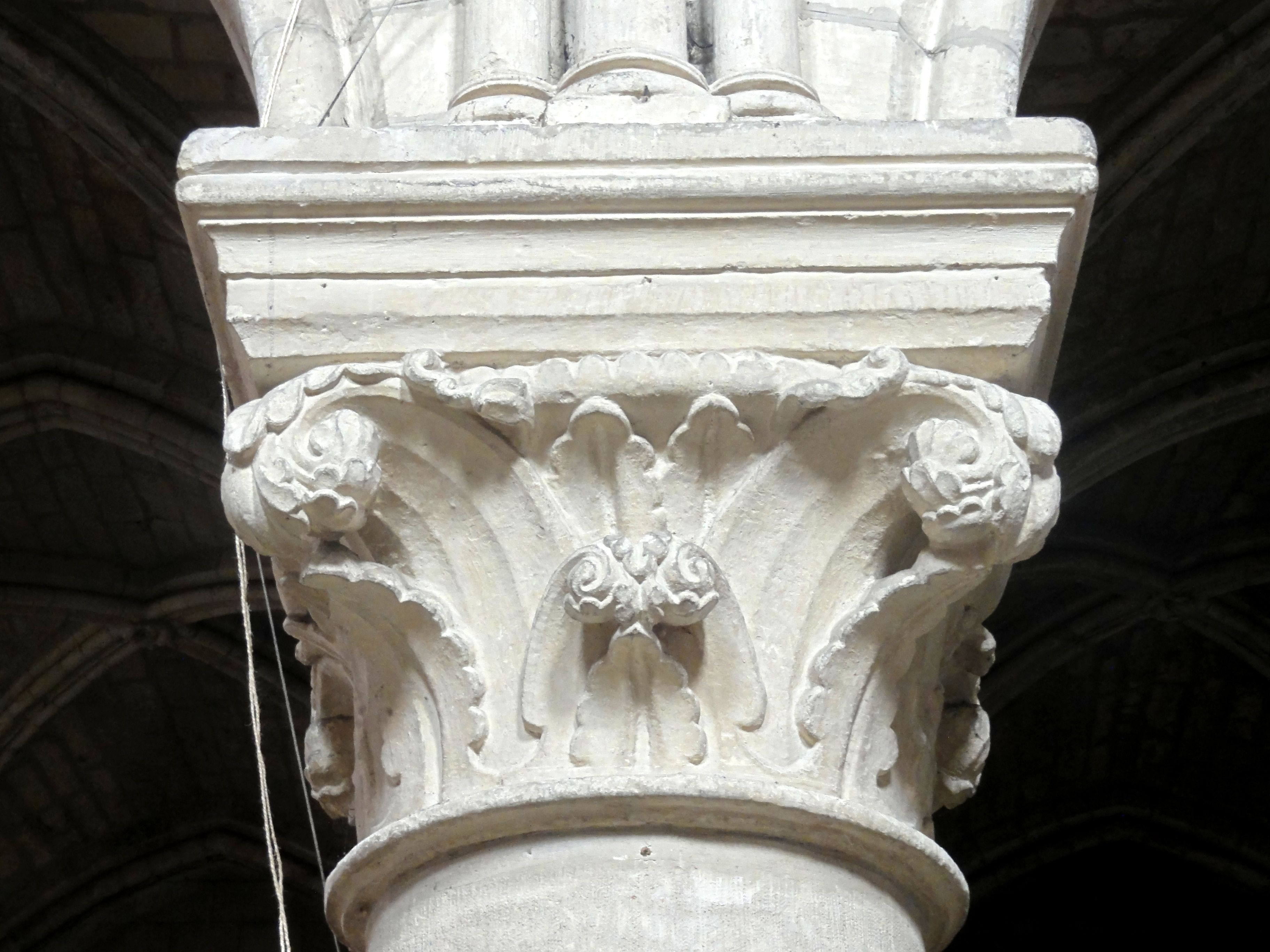
Chapiteau au sud.
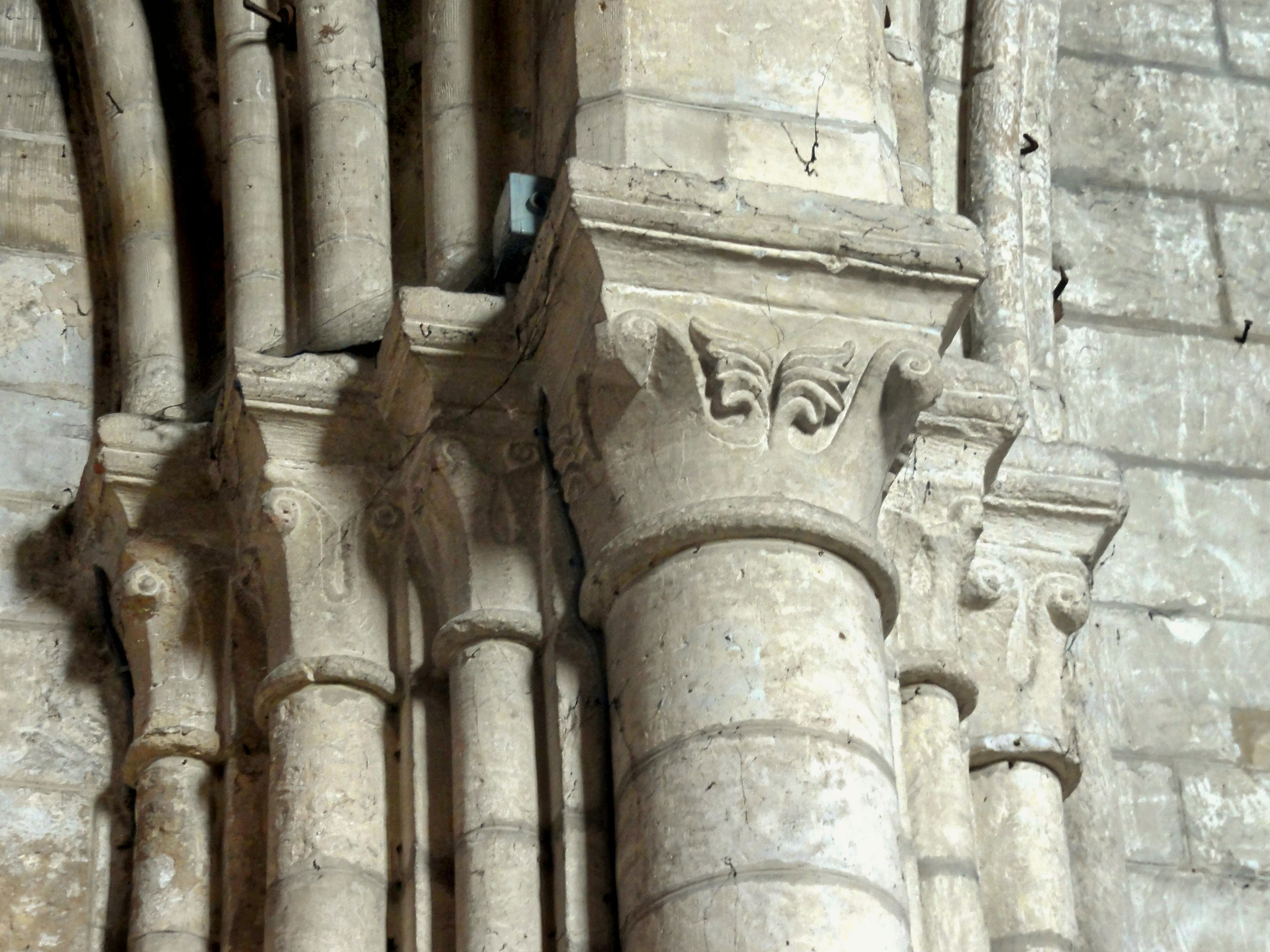
Chapiteaux du 2e ordre au sud.
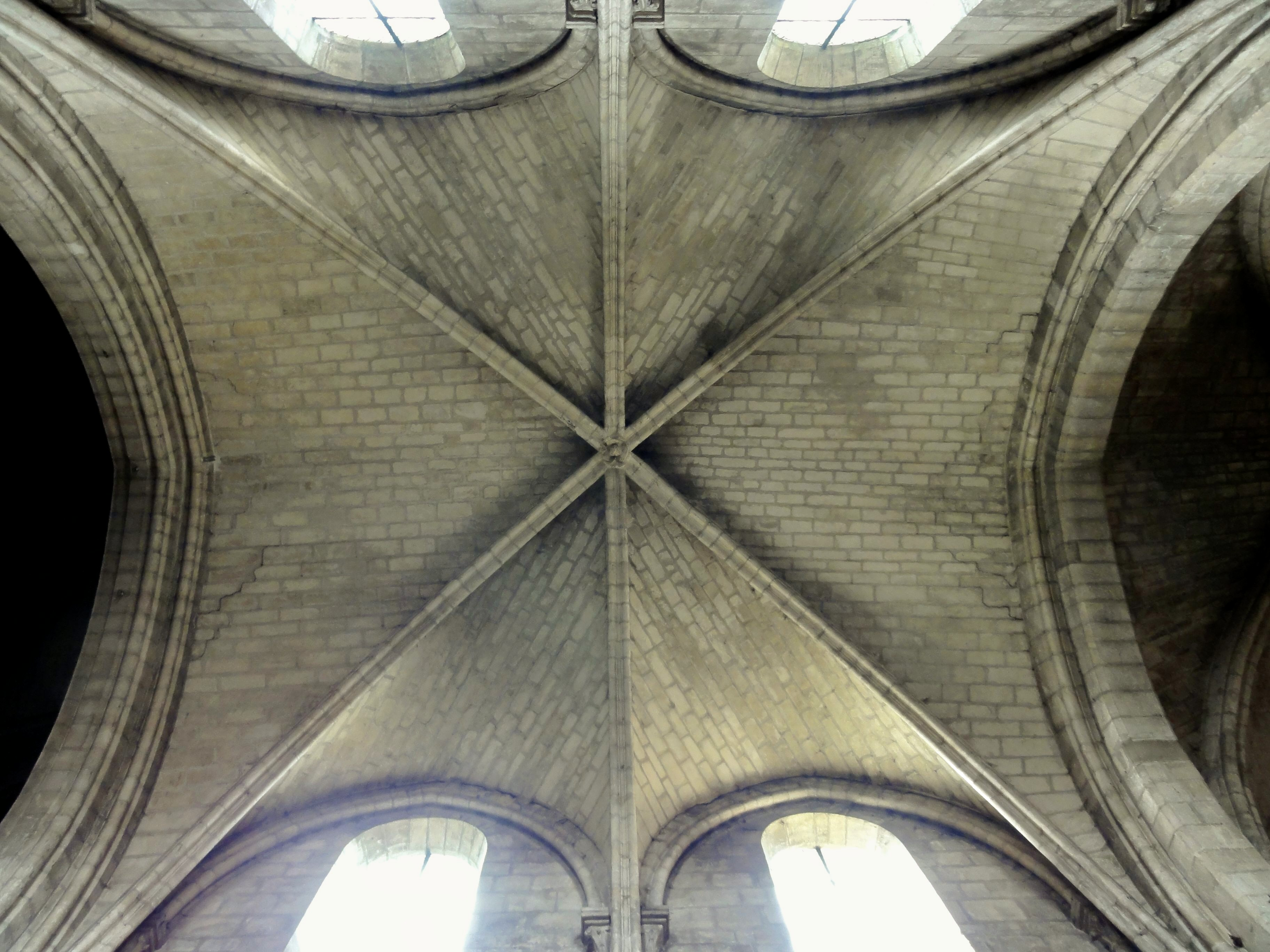
Voûte sexpartite.